# Noto (Italia)
Noto (Notu o Nuòtu in siciliano) è un comune italiano di 24 635 abitanti del libero consorzio comunale di Siracusa in Sicilia.
È il primo comune siciliano per estensione territoriale, il quarto a livello nazionale. Sede episcopale, definita la "capitale del Barocco", nel 2002 il suo centro storico è stato dichiarato patrimonio dell'umanità dall'UNESCO, insieme con le altre città tardo-barocche del Val di Noto.

## Geografia fisica

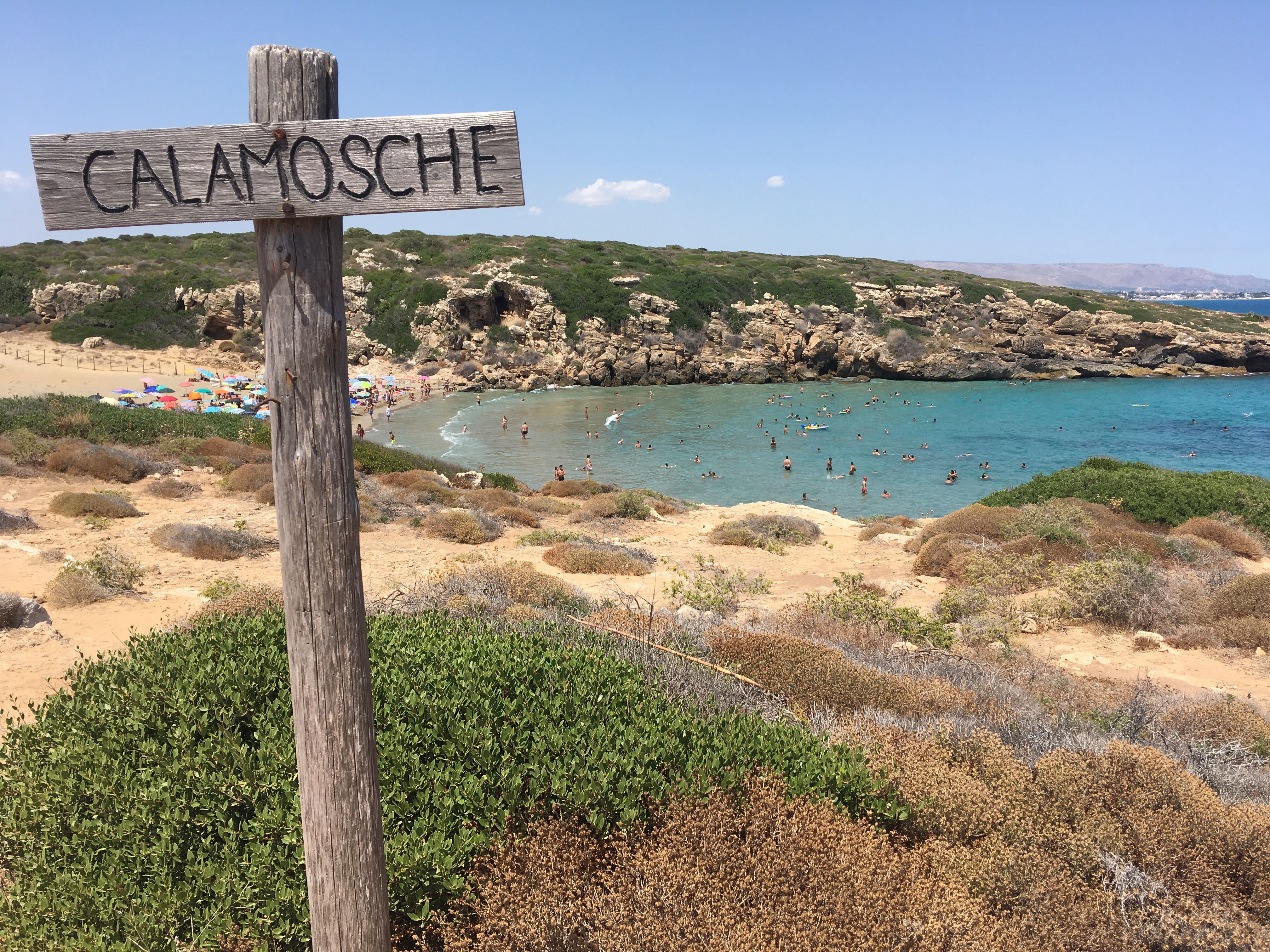
La spiaggia di Calamosche.

Noto dista 31 km da Siracusa ed è situata nella parte sud-ovest della provincia ai piedi dei monti Iblei. La sua costa, fra Avola e Pachino, dà il nome all'omonimo golfo. 
Con i suoi 554,99 km² di superficie, il comune di Noto occupa oltre un quarto della provincia di Siracusa ed è il più grande comune della Sicilia e il quarto d'Italia. Il territorio è, per la maggior parte, collinare. Le montagne, a nord, appartengono all'altipiano dei monti Iblei.
Nella costa, bassa e sabbiosa nella totalità, a parte brevissimi tratti frastagliati, sono situate le pianure. Probabilmente di origine alluvionale, la piana di San Paolo, nell'entroterra, è la più vasta pianura del territorio, nonché la più intensamente coltivata. Noto confina a sud con Pachino, a nord-est con Avola e Siracusa, a nord con Palazzolo e Canicattini, a ovest con Modica, Rosolini e Ispica. Il territorio comprende la piccola isola amministrativa di contrada Cipolla, tra Rosolini e Ispica.
L'aspetto dell'agro netino è caratterizzato in prevalenza dalla macchia mediterranea, e dagli uliveti e mandorleti in zona collinare, dai vasti agrumeti e vigneti nella piana di San Paolo, mentre in montagna, ampi pascoli si alternano a tracce di macchia mediterranea, con secolari lauri, querce, frassini e lecci. La conformazione del territorio ha permesso un più ampio sviluppo dell'agricoltura a sud e dell'allevamento a nord.

### Idrografia
Nel suo territorio scorrono 4 fiumi: 
- Il Tellaro (Atiḍḍaru in siciliano) la cui sorgente è stata localizzata nel territorio di Ragusa e vicino al quale è stata rinvenuta una villa romana, chiamata appunto Villa del Tellaro. Dopo aver attraversato chilometri e chilometri nelle aree più incontaminate e selvagge del territorio netino, sfocia, nei pressi di Eloro nella spiaggia detta del Tellaro.
- L'Asinaro, che nasce pochi chilometri a nord di Noto Antica, e che scorre nei pressi sia della vecchia sia della nuova città. Verso la sua foce, lungo la piana costiera, si svolse la famosa battaglia tra Ateniesi e Siracusani, che si concluse con la sconfitta dei primi, segnando la disfatta della spedizione ateniese in Sicilia e l'inizio del declino di Atene, che di lì a poco, a seguito di questa sconfitta, avrebbe perso anche la guerra all'interno della quale si inseriva la spedizione in Sicilia contro Siracusa, la Guerra del Peloponneso.
- Il Cassibile, che nasce nei pressi di Bauli e che, nel suo tratto mediano, prende il nome di Manghisi, per incassarsi successivamente nel maestoso canyon della Riserva naturale orientata Cavagrande del Cassibile.
- Il Gioi che nasce presso il Monte Finocchito.

Diversi corsi d'acqua scorrono su tutto il territorio, per poi mescolare le loro acque con quelle dei fiumi principali. Nel torrente Santa Chiara, la forza dell'acqua ha modellato la roccia scavando dei piccoli ma profondi laghetti, noti come "laghetti di San Corrado".

### Clima
Il clima, di tipo mediterraneo, è caratterizzato da inverni miti ed estati molto calde e non si discosta molto, nella rilevazione dei valori, da quello del capoluogo di provincia. La temperatura raggiunge i valori più elevati nei mesi di luglio e agosto (37 °C di media, ma con punte anche superiori a 40 °C) e quelli più bassi nei mesi di dicembre e febbraio (che molto raramente scendono a 5 °C), mentre la media annua si attesta intorno ai 18,5 °C. I mesi più piovosi sono ottobre e novembre, quelli più secchi giugno e luglio. Molto scarso il fenomeno delle grandinate, mentre, in inverno, non è raro imbattersi in banchi di nebbia (specie nelle frazioni montane), così come i giorni caratterizzati da forti venti, che in inverno, provengono maggiormente da occidente, mentre in estate e in autunno soffiano perlopiù da nord-est.
Per quanto attiene alla Classificazione climatica, introdotta dal D.P.R. n. 412 del 26 agosto 1993, Noto fa parte della Fascia climatica C.
Noto non ha stazioni meteorologiche. Un'indicazione di massima, però, è fornita principalmente dai dati rilevati dalla stazione di Siracusa ubicata a poco più di 30 km dalla città barocca:
| Siracusa (23 m s.l.m.) | Mesi | Mesi | Mesi | Mesi | Mesi | Mesi | Mesi | Mesi | Mesi | Mesi | Mesi | Mesi | Stagioni | Stagioni | Stagioni | Stagioni | Anno |
| Siracusa (23 m s.l.m.) | Gen  | Feb  | Mar  | Apr  | Mag  | Giu  | Lug  | Ago  | Set  | Ott  | Nov  | Dic  | Inv      | Pri      | Est      | Aut      | Anno |
| ---------------------- | ---- | ---- | ---- | ---- | ---- | ---- | ---- | ---- | ---- | ---- | ---- | ---- | -------- | -------- | -------- | -------- | ---- |
| T. max. media (°C)     | 14,8 | 15,3 | 17,1 | 19,7 | 23,7 | 28,2 | 31,3 | 31,2 | 28,1 | 24,0 | 19,6 | 16,3 | 15,5     | 20,2     | 30,2     | 23,9     | 22,4 |
| T. min. media (°C)     | 7,3  | 7,5  | 8,7  | 10,7 | 13,9 | 17,8 | 20,7 | 21,2 | 19,2 | 16,0 | 12,1 | 9,0  | 7,9      | 11,1     | 19,9     | 15,8     | 13,7 |
| Precipitazioni (mm)    | 75   | 52   | 44   | 30   | 16   | 5    | 3    | 7    | 44   | 78   | 94   | 78   | 205      | 90       | 15       | 216      | 526  |

### Sismicità
Il territorio comunale è considerato una zona a sismicità alta (zona 1) ai sensi dell'Ordinanza del PCM n. 3519/2006 che ha istituito la Classificazione sismica dei Comuni italiani, facendo parte dei distretti sismici "Golfo di Noto - Capo Passero" e "Monti Iblei".

Il territorio è stato da sempre interessato da forti eventi sismici, come quello disastroso del 1693 e altri rilevanti, quali quello del 1169 (6,6 gradi Richter), quello del 1848 (che fece crollare la cupola della Cattedrale e altri edifici) e, più recentemente, quello di Santa Lucia, nel dicembre 1990.

Il disastroso terremoto del 1908 fu avvertito distintamente anche nella città barocca, dove procurò il crollo di alcuni cornicioni.

## Origini del nome
Il significato della parola Noto non è certo. 
Al fine di comprenderne meglio l'origine può essere utile ricordare che il sito di Noto antica risale all'età del bronzo antico (III millennio a.C.) ed è quindi legato alla civiltà castellucciana.
Secondo alcuni, il nome preellenico sarebbe stato Neas. Quello che è certo è che il suo nome in greco antico fosse Νέητον (Néēton), divenuto poi in latino Nētum.
Nel periodo musulmano era nota come Nūṭus o, più probabilmente, Nōṭus, partendo dal già citato greco antico, attraverso il greco bizantino Νέτος.
Nel periodo normanno (XII secolo), il geografo hammudita Muhammad al-Idrisi riportava infatti testualmente:
co’ suoi mercati disposti in bell’ordine e coi suoi palazzi torreggianti. 
Portan acque copiose i fiumi del suo territorio e muovon di molti molini; la sua giurisdizione abbraccia vasto perimetro; nobile è la sua provincia; i suoi campi da seminare sono ubertosi sopra ogni altro, e produttive sopra ogni altra le sue terre. Come quella che fu abitata fin dai tempi primitivi, Noto possiede avanzi d’antichità. Giace ad otto miglia dal mare.»
Tra le altre fonti arabe sono attestate anche le forme Nūṭuš e Nāṭus.
Esistono altresì variegate forme romanze registrate nelle diverse fonti notarili e archivistiche come le medievali Noteo, Nothi, Notha, fino ad arrivare alle forme italiana Noto, siciliana Notu (con la sua variante dittongata Nuotu).
Per questi motivi i suoi abitanti sono correntemente chiamati netini, mentre in siciliano sono detti nuticiani (che sarebbe equivalente all'italiano notigiani).
.

## Storia

### Periodo antico

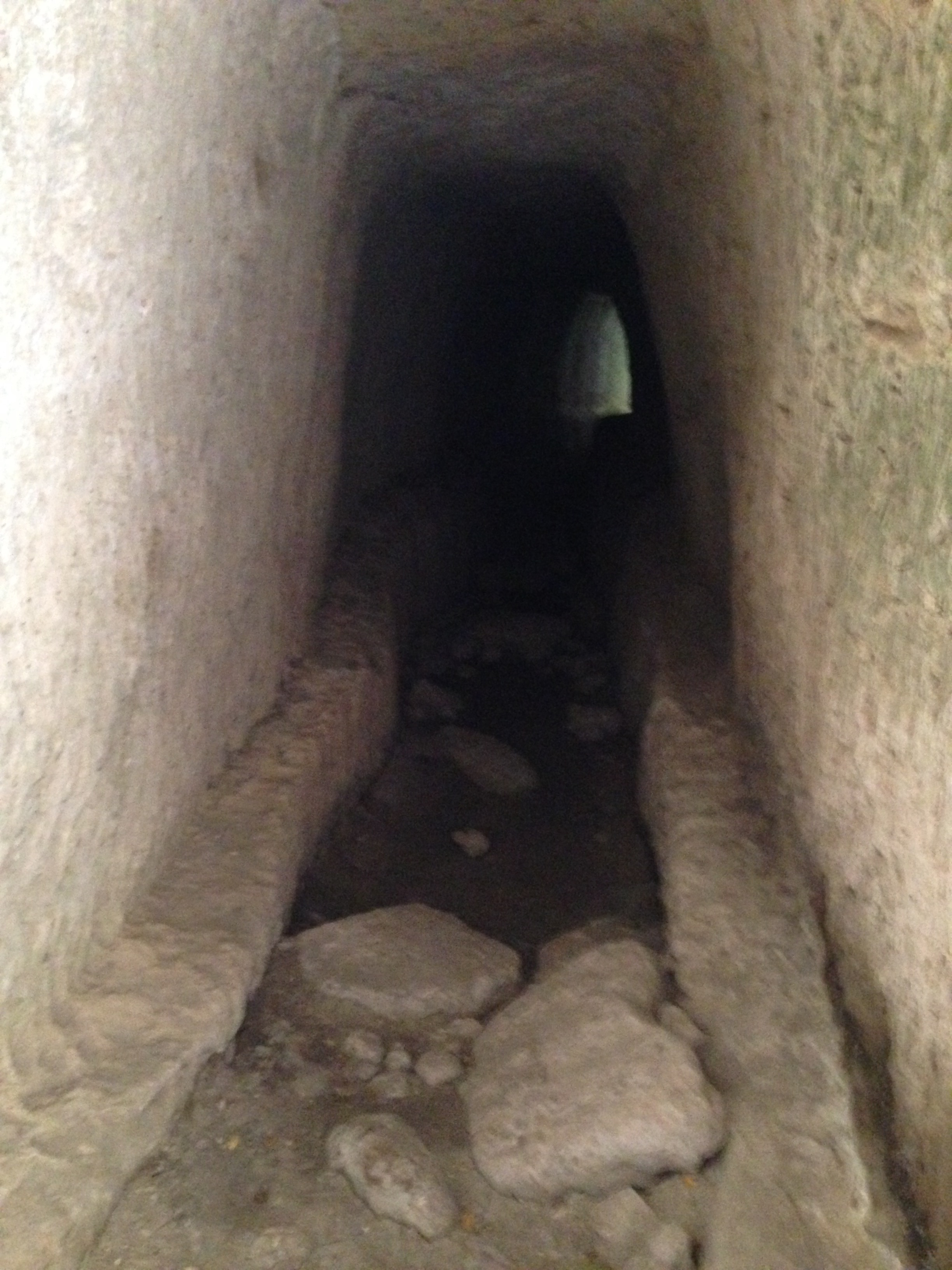
L'acquedotto di epoca greca

Il sito originario della città, Noto antica, si trova 8 km più a nord, sul monte Alveria. Qui si ritrovano i primi insediamenti umani, che risalgono all'età del Bronzo Antico o Castellucciana (2200-1450 a.C.), come testimoniato dai reperti archeologici rinvenuti. Secondo gli storiografi greci, Neas, che sarebbe stato il nome della Noto più antica, avrebbe dato i natali al condottiero siculo Ducezio, che nel V secolo a.C. avrebbe difeso la città dalle incursioni greche. Questi la trasferì dall'altura della Mendola al vicino monte Alveria, circondato da profonde valli, in una delle quali scorre la fiumara di Noto. Ben presto Neas o Neaton, ormai ellenizzata nei costumi, entrò a far parte della sfera d'influenza siracusana.
Secondo Polibio e Tito Livio, Neaton fu una colonia siracusana durante il regno di Gerone II, riconosciuta nel 263 a.C. dai Romani con un trattato di pace. Il Ginnasio, le mura megalitiche e gli Heroa ellenistici convalidano le ipotesi degli storici.
Nel 214 a.C. circa, Neaton aprì le sue porte all'esercito del console romano Marco Claudio Marcello, e venne così riconosciuta come città alleata dai Romani (che la chiamavano Netum) come Taormina e Messina. In quanto tale i Romani concessero ai netini un proprio senato, tanto che ancora oggi, nei palazzi e nei portali risulta presenta la scritta SPQN (Senatus PopulusQue Netinus). Subì, come le altre città isolane, le vessazioni di Verre, descritte da Marco Tullio Cicerone.

### Periodo tardoantico e arabo
Durante il periodo tardo-romano nella sua zona fu costruita la Villa Romana del Tellaro (IV secolo). Dopo l'occupazione della Sicilia (535-555 circa) da parte delle legioni bizantine dell'Imperatore Giustiniano, il territorio di Noto fu arricchito di monumenti, come la basilica di Eloro e la Trigona di Cittadella dei Maccari, l'Oratorio della Falconara e la Cripta di S. Lorenzo Vecchio, il Cenobio di S. Marco, il Villaggio di contrada Arco. Nell'864 Noto fu occupata dagli Arabi del ras Khafaja ibn Sufyan. Data l'importanza attribuita alla città dagli Arabi, Noto divenne, nel 903, capovalle e il suo territorio registrò la razionalizzazione dell'agricoltura e la promozione dei commerci. Fu insediata anche l'industria della seta, sfruttando la presenza di gelsi nel territorio.
Si registra a Noto, come in molte altre città siciliane dello stesso periodo, la presenza di una notevole comunità ebraica, attestata anche da alcune grotte quali, a Noto Antica, la Grotta del Carciofo.

### Dai Normanni agli Aragonesi

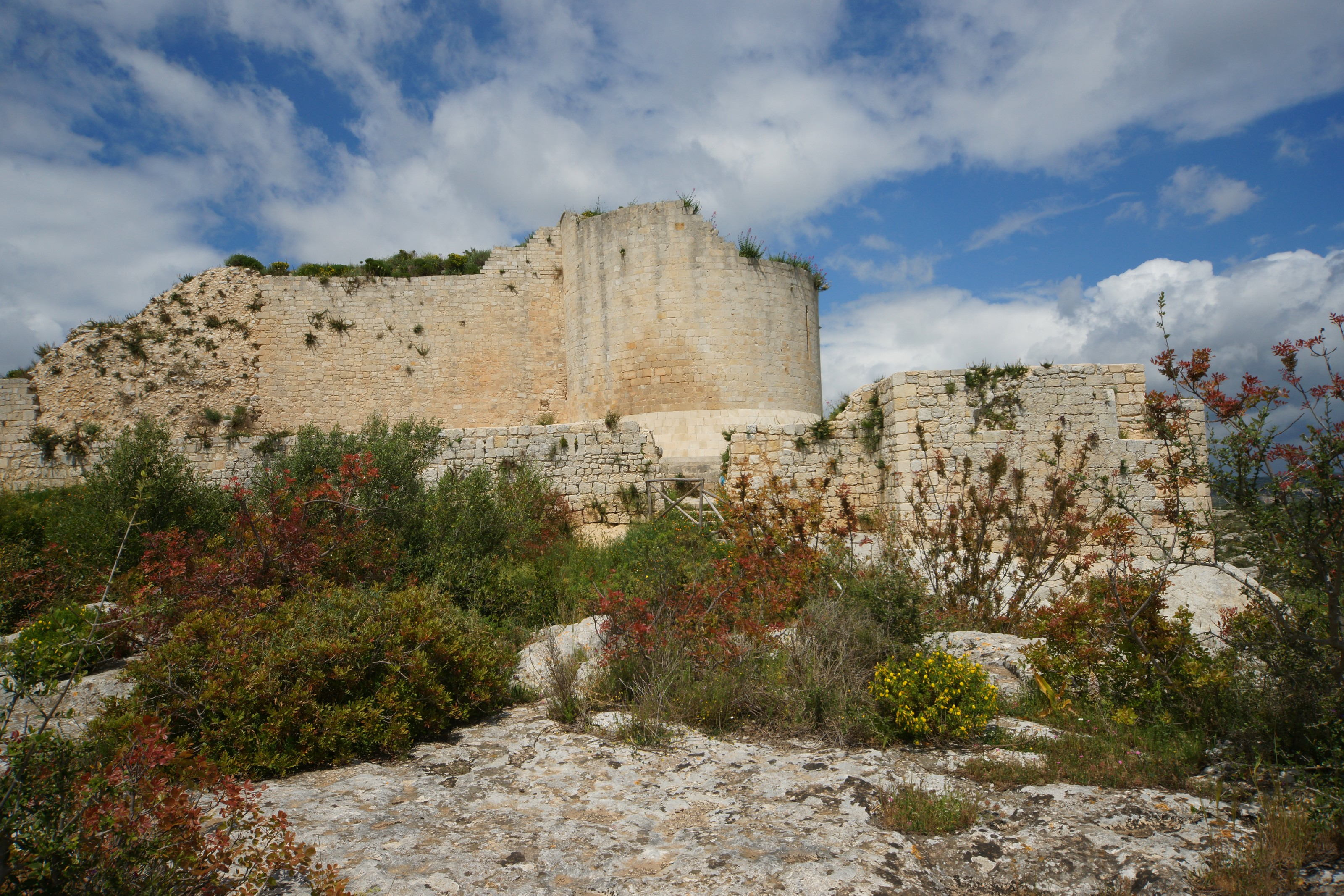
Il castello reale di Noto Antica

Nel 1091, dopo la conquista normanna dell'Isola, iniziata nel 1061 con lo sbarco di Roberto il Guiscardo e Ruggero I d'Altavilla, Noto, ultima roccaforte araba in Sicilia, cadde definitivamente sotto il dominio normanno, segnando così la fine del dominio musulmano in Sicilia. La città venne infeudata dal Gran Conte Ruggero al figlio Giordano, che iniziò la costruzione del castello e delle chiese cristiane.
Durante il regno dell'imperatore Federico II di Svevia, a Noto, governata dal signore Isinbardo Morengia, fu eretto il monastero cistercense di Santa Maria dell'Arco.
Durante il periodo angioino, il 2 aprile 1282, Noto partecipò all'insurrezione dei Vespri Siciliani.
Nel 1299, durante la guerra per il possesso della Sicilia tra Federico III d'Aragona e Carlo II d'Angiò, il castellano di Noto Ugolino Callari (o di Callaro) si ribellò al primo passando dalla parte di quest'ultimo, e consegnò la città all'esercito di Roberto d'Angiò, figlio di Carlo II.
Tornata sotto il dominio aragonese, Noto fu poi governata da Guglielmo Calcerando.
Sotto il regno di Alfonso V d'Aragona fu Viceré di Sicilia Niccolò Speciale, netino, che diede un importante contributo allo sviluppo della città, governata al tempo dal duca Pietro d'Aragona, fratello del re. Il duca fece edificare nel 1431 la Torre Maestra del Castello di Noto Antica. Nel 1503, per intervento del vescovo Rinaldo Montuoro Landolina, il re Ferdinando II d'Aragona conferì a Noto il titolo di "Città ingegnosa" per i tanti personaggi che nel Quattrocento si distinsero nel campo dell'arte, delle lettere e della scienza, come Giovanni Aurispa, Antonio Cassarino, Antonio Corsetto, Andrea Barbazio e Matteo Carnalivari.
Nel 1542 il Viceré Ferrante Gonzaga fortificò le mura della città.

### Il terremoto del 1693 e la ricostruzione
L'11 gennaio del 1693 la città, allora nel suo pieno splendore, fu distrutta dal terremoto del Val di Noto, in cui morirono circa 1.000 persone. Subito dopo il terribile evento Giuseppe Lanza, duca di Camastra, nominato vicario generale per la ricostruzione del Val di Noto, stabilì di ricostruire la città in altro sito 8 km più a valle, sul declivio del monte Meti. Nel piano di costruzione della città intervennero diverse personalità, indicate dai documenti e dalla tradizione: dall'ingegnere militare olandese Carlos de Grunenbergh, al matematico netino Giovanni Battista Landolina, al gesuita fra Angelo Italia, all'architetto militare Giuseppe Formenti; contestualmente a quanto previsto dal piano urbanistico, la città attuale è il risultato dell'opera di numerosi architetti (Rosario Gagliardi, Paolo Labisi, Vincenzo Sinatra, Antonio Mazza), capimastri e scalpellini durante tutto il XVIII secolo.

### L'Ottocento e l'Unità d'Italia
Nell'Ottocento, con la nuova riforma amministrativa, Noto perse il ruolo di capovalle, che passò a Siracusa. Tuttavia nel 1837, a causa del moto carbonaro di Siracusa, Noto divenne capoluogo di provincia, e nel 1844 anche centro di una diocesi. Nel 1848 scoppiò la Rivoluzione siciliana indipendentista e Noto vi partecipò, la rivolta venne repressa l'anno successivo e il netino Matteo Raeli, ministro del governo rivoluzionario, andò in esilio a Malta.
Nel 1861 Noto, dopo la Spedizione dei Mille, entrò a far parte del Regno d'Italia, conservando inizialmente il titolo di capoluogo di provincia, poi trasferito a Siracusa nel 1865. Nel 1870 fu inaugurato il Teatro comunale Tina Di Lorenzo; l'esiliato Matteo Raeli fu nominato ministro di Grazia e Giustizia e dei Culti della nuova nazione. Intorno al 1880 a Noto fu edificata la stazione ferroviaria.

### Noto nella seconda guerra mondiale
A Noto, grosso centro urbano del siracusano (nel 1940 contava oltre 25.000 abitanti), la situazione era critica: mentre Avola cadeva, la ex capitale borbonica dell'omonimo vallo e dell'antica provincia ospitava al suo interno un gran numero di sfollati palazzolesi; oltre 400 erano ricoverati presso l'ospedale netino, impegnando tutti gli ufficiali medici. I civili si erano rifugiati a Noto perché Palazzolo Acreide aveva subito due terribili bombardamenti la notte appena trascorsa. Essendo inoltre il quartiere generale del 146º Fanteria costiero del colonnello Felice Bartimmo Cancellara, vedeva giungere anche i numerosi feirti militari che portavano le notizie della presa di Avola, ai quali si aggiungevano, sul primo pomeriggio intorno alle 15:00, avieri, marinai e fanti provenienti da Siracusa, recando a Noto la notizia che maggiormente impressionò: la città aretusea era data già per occupata (in realtà i primi fanti britannici entreranno a Siracusa solo a tarda sera).

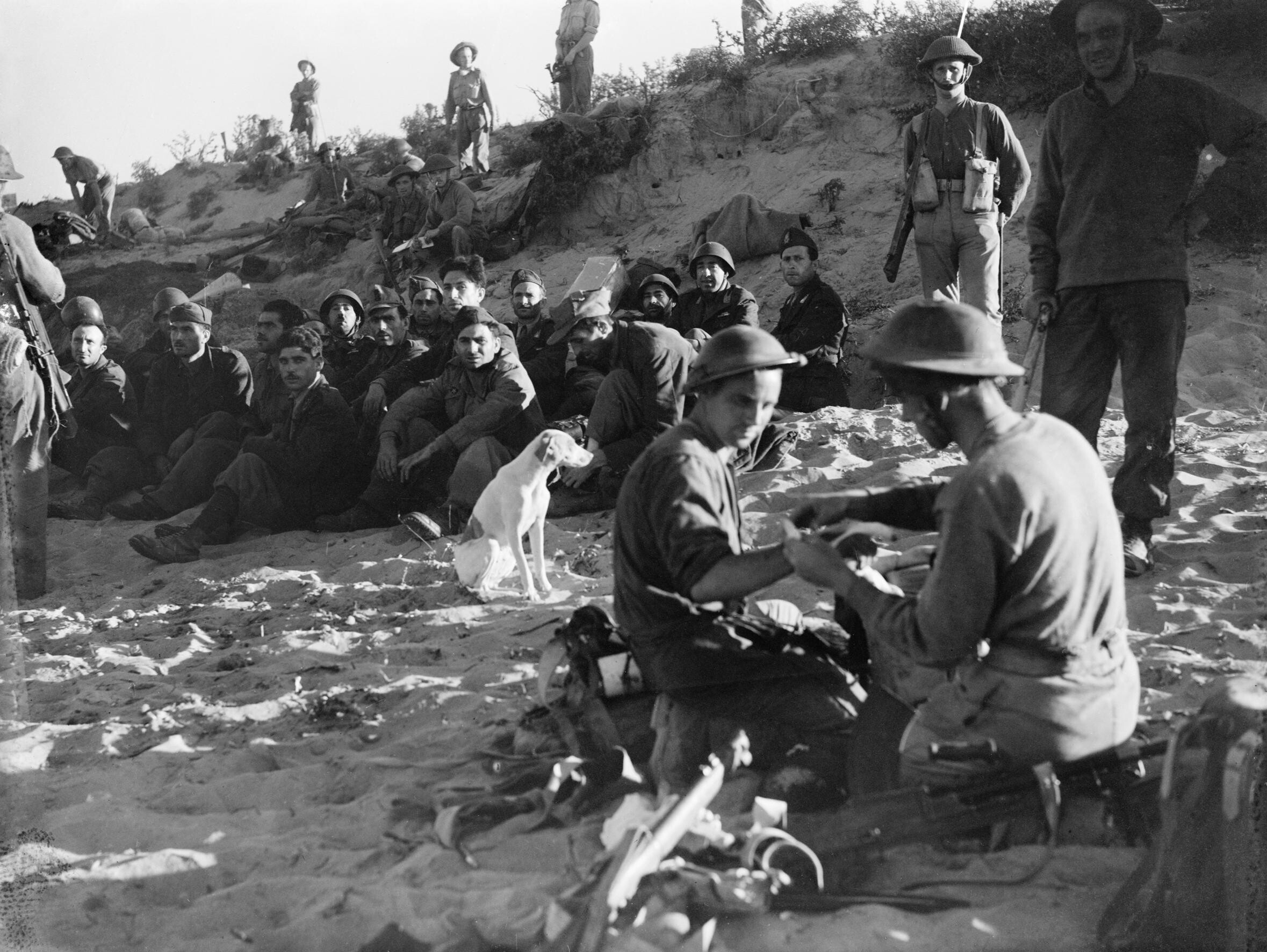
Soldati italiani catturati dagli inglesi (uno di loro sta medicando un compagno) in attesa di essere imbarcati per i campi di prigionia: probabile spiaggia dunosa del netino (Vendicari), 10 luglio 1943

Non si poteva sperare su alcun rinforzo (i tedeschi erano lontani e i fanti della "Napoli" si erano concentrati su Floridia). Le difese costiere cadevano una dopo l'altra e tra i netini si era già diffusa la voce sull'efficienza del nemico e sui suoi imponenti numeri di uomini e mezzi.
Noto era difesa da un gruppo di semoventi L40, del 233º battaglione del tenente modanese Mario Pittigliani, che quella mattina avevano avuto uno scontro impari con gli Sherman della 23ª brigata corazzata sbarcati a Marzamemi e giunti da Avola: in tale occasione caddero circa 20 carristi italiani (tra questi Giovanni Grecchi, medaglia d'argento al valore militare). Improvvisando sbarramenti anticarro, i carristi rallentarono il nemico, ma non potevano bloccarlo: su Noto stavano marciando, tra gli altri battaglioni nemici, anche la 69th Infantry Brigade e la 231ª brigata "Malta". Cancellara, appurato che nemmeno D'Havet avrebbe potuto sostenerlo, mentre il nemico penetrava all'interno dell'abitato netino, verso le 18:30, per non far distruggere la città o farle patire le conseguenze di una conquista militare, come le patì Avola, ritenne più saggio fare arretrare il suo presidio all'infuori del perimetro urbano. Verso la mezzanotte si incamminò per Palazzolo Acreide, con l'intenzione di unirsi ai fanti della "Napoli". Noto, quindi, cadde in mano dei britannici la sera del 10 luglio 1943.

### Dal secondo dopoguerra alla riapertura della Cattedrale

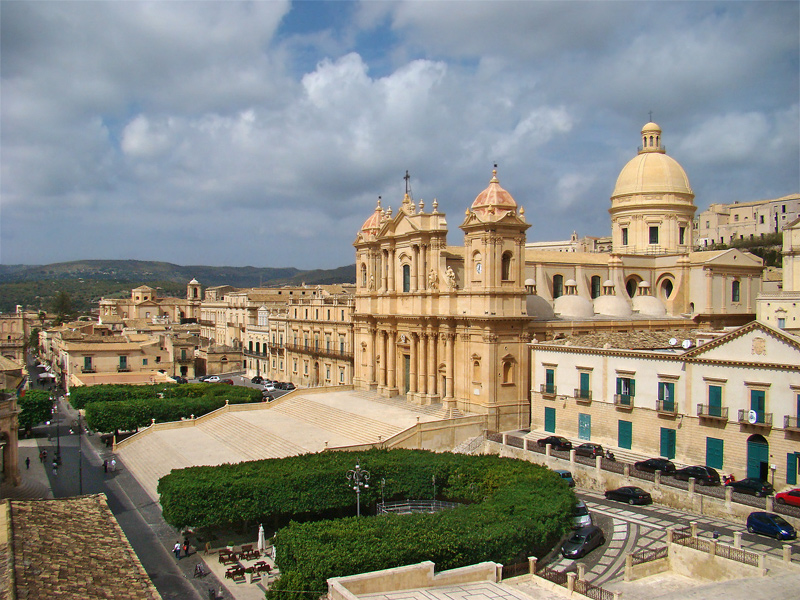
La Cattedrale ricostruita

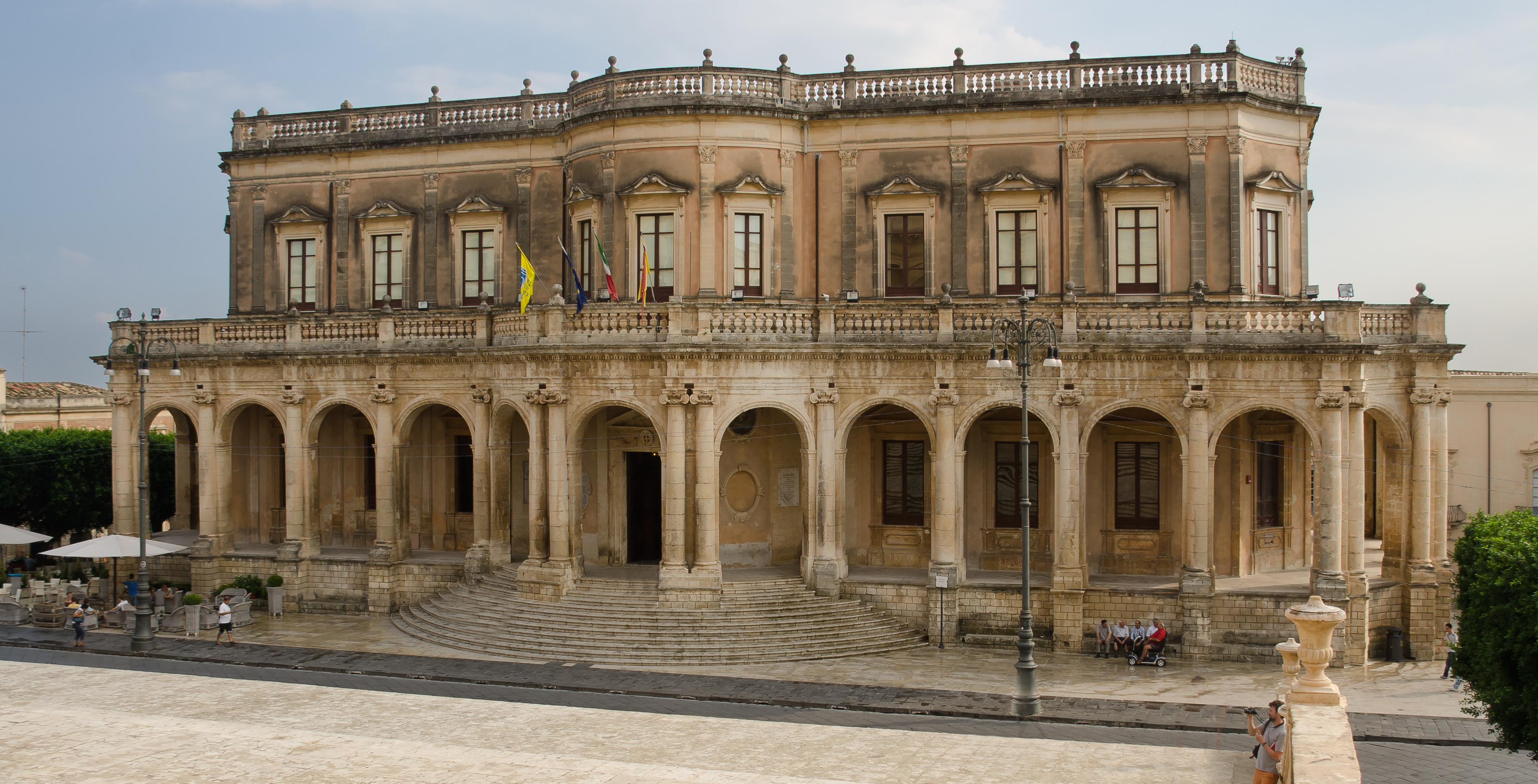
Vista laterale del palazzo Ducezio

Dopo la seconda guerra mondiale iniziò il processo migratorio verso le regioni settentrionali d'Italia, la Germania, la Francia, il Belgio, l'Argentina, gli USA e il Canada e la città di Noto conosce qualche decennio di decadenza. Nel 1977 si tenne a Noto un convegno “Simposio sull'architettura di Noto”, organizzato dal regista Corrado Sofia e dall'allora sindaco Alberto Frasca (PCI), tale simposio portò all'attenzione di vari studiosi, tra i quali André Chastel e Cesare Brandi, il problema del barocco netino, determinando un rinnovato interesse per la città e la sua storia millenaria.
Negli ultimi anni si è registrata una ripresa economica, dovuta alla sviluppo del turismo, che rappresenta la principale risorsa della città barocca. Il 13 marzo del 1996 la cupola della Cattedrale crolla a causa di un difetto di costruzione e del sovraccarico strutturale determinato dalla costruzione di un solaio in cemento sopra la navata centrale. La città è stata inserita nella lista dei siti patrimonio dell'umanità dall'UNESCO nel 2002. A conclusione di un lungo e complesso restauro, la chiesa è stata riaperta dopo undici anni di lavori il 18 giugno 2007.

### Simboli
Antico simbolo della città era probabilmente il toro: ad avvalorare questa tesi, peraltro sostenuta da diversi studiosi siciliani, sarebbe un'antica medaglia raffigurante un toro ritto su due zampe con l'incisione S.P.Q.N., di cui si sono perse le tracce. Durante il regno di Ferdinando il Cattolico, insignita del titolo di urbs ingegnosa, la città ebbe il proprio stemma ufficiale, che consisteva in uno scudo crociato bianco e rosso/amaranto, nei cui lati si trovava (su sfondo bianco) a volte l'incisione Netum · urbs · ingegnosa · et · vallis · caput, altre volte semplicemente S.P.Q.N. Il suddetto stemma rimase in vigore fino a pochi anni dopo l'unità d'Italia (tant'è che tutt'oggi possibile vederlo sui prospetti di diversi monumenti cittadini, come il municipio e la Cattedrale), quando, sulla scia di altri comuni siciliani e, in particolare, siracusani, fu adottato lo scudo sabaudo con l'aquila coronata, con l'antico scudo crociato (seppur modificato) posto sull'addome del rapace. Solo alla fine dell'XIX secolo, per volere del marchese del Castelluccio, fu aggiunta la dicitura S.P.Q.N. in ricordo degli antichi fasti.

## Monumenti e luoghi d'interesse

### Centro storico
(Douglas Sladen)
Le vie della città sono intervallate da scenografiche piazze e imponenti scalinate che raccordano terrazze e dislivelli. L'unitaria ricostruzione produsse un tessuto urbano coerente e ricco di episodi architettonici.

Venne utilizzata la tenera pietra locale, di colore tra il dorato e il rosato, riccamente intagliata. La ricostruzione avvenne unitariamente sotto la guida del Duca di Camastra, che rappresentava a Noto il Viceré spagnolo.
A differenza di quanto accadde di solito nelle costruzioni barocche di altre città siciliane, come Catania, gli architetti che lavorarono a Noto non puntarono tutto sui motivi ornamentali, i quali restano sempre ben controllati, senza squilibri rispetto alle architetture nelle quali sono inseriti. Inoltre, gli architetti attivi a Noto, Rosario Gagliardi, Vincenzo Sinatra e Paolo Labisi, si impegnarono anche nella realizzazione di architetture elaborate, con l'impiego di facciate concave (come nella chiesa del Carmine o in quella di San Carlo Borromeo al Corso), convesse (come la chiesa di San Domenico) o addirittura curvilinee, come nella torre campanaria del seminario.
Il barocco di Noto pervade l'intera città: gli elementi barocchi non sono isolati all'interno di un contesto urbano caratterizzato da diversi stili, ma sono collegati tra di loro in modo da realizzare quella che è stata definita la "perfetta città barocca". A tal proposito Ugo Ojetti sostenne: «Noto ai primi del Settecento è una delle nostre città sorte d'un colpo, pel fatto sembra d'una volontà sola, immagine precisa del gusto d'un'epoca. A visitarla, palazzi, chiese, conventi, teatro pare un monumento unico, tutto costruito nello stesso tufo giallo, nello stesso barocco, come dice bene il Fichera, fiammeggiante, con una grandiosità senza pause e una regalità senza avarizia».
Dell'impegno degli architetti netini per la creazione di grandi scenografie, in un'ottica barocca pienamente consapevole e non provinciale, si accorse pure un maestro dell'immagine come Michelangelo Antonioni, il quale in una scena de L'Avventura, girata a Noto, fa dire al protagonista, interpretato da Gabriele Ferzetti, intento ad ammirare la città dalla terrazza del campanile della chiesa di San Carlo al Corso: «Ma guarda che fantasia, che movimento. Si preoccupavano degli effetti scenografici. Che libertà straordinaria!»

### Architetture religiose
- Basilica Cattedrale di San Nicolò: inserita nella lista mondiale dei Beni dell'Umanità dell'UNESCO ed edificio nazionale dal 1940, la Cattedrale di Noto è il risultato finale di un percorso di ricostruzione sette/ottocentesco a cui hanno partecipato attivamente i tre maggiori esponenti del barocco netino, Rosario Gagliardi, Paolo Labisi e Vincenzo Sinatra. Gravemente compromesso dal crollo della cupola e di due navate nel marzo 1996, l'edificio è stato riaperto al culto nel 2007 dopo 9 anni di lavori. È intitolata a San Nicolò, vescovo di Mira. L'interno della chiesa ha un impianto a croce latina ed è suddiviso in tre navate, di cui la centrale più grande delle laterali. Fra le opere di rilievo è possibile ammirare una copia dello Spasimo di Sicilia, di Raffaele Politi, una scultura marmorea raffigurante San Michele Arcangelo, di scuola gaginiana, un bassorilievo della Madonna delle Grazie, proveniente da Noto Antica, oltre a varie tele del siciliano Costantino Carasi. La cappella di fondo della navata destra custodisce la preziosa arca cinquecentesca in legno rivestito in lamina d'argento, finemente lavorata a sbalzo e cesello, contenente le spoglie del Santo Patrono della città e della Diocesi di Noto Corrado Confalonieri, visibile solamente in occasione delle festività dedicate al santo nei mesi di febbraio e agosto.
- Chiesa del Santissimo Crocifisso: è, per grandezza e importanza, il secondo edificio di culto della città. Situata nel piano alto, la sua costruzione è stata avviata all'inizio del Settecento, su progetto di Rosario Gagliardi. La facciata, incompiuta si eleva su una breve scalinata, che si presenta lineare come il resto della facciata. L'interno, a 3 navate, custodisce diverse opere di rilievo perlopiù recuperate dalle macerie dell'antica città, fra le quali una Madonna Bianca di Francesco Laurana, una teca contenente una spina proveniente dalla corona di Cristo, una scultura lignea del Sacro Cuore di Gesù (XVI sec.), e due leoni romanici, precedentemente collocati all'esterno. Nell'abside si trova la croce in oro eseguita nel 1746 da V. Rotondo, su disegni del Gagliardi, al centro della quale, racchiuso in una teca, sono custoditi i resti di un'antica pittura su legno raffigurante il Cristo, recuperata a Noto Antica e attribuita a San Luca.
- Chiesa di San Carlo al Corso: nota anche come Chiesa del Collegio per l'annesso monastero dei gesuiti (oggi sede del Liceo Classico), è edificata a partire dal 1730 probabilmente su progetto di Rosario Gagliardi, la chiesa è a pianta longitudinale, con tre navate coperte da una volta a botte e scandite da semicolonne.
- Chiesa di San Domenico: consacrata alla Santissima Annunziata, è definita la più compiuta realizzazione del barocco netino. Venne edificata come chiesa conventuale dei Padri Domenicani, per opera dell'architetto Rosario Gagliardi, fra il 1703 e il 1727. La facciata è a due ordini, il primo dorico e il secondo ionico mentre la parte centrale sporge verso la strada con forma convessa. L'interno, a tre navate, è strutturato su una pianta a croce greca allungata con cinque cupole riccamente decorate da stucchi e altari laterali con dipinti settecenteschi, tra i quali spicca in particolare la Madonna del Rosario di Vito D'Anna.
- Chiesa di San Francesco d'Assisi all'Immacolata: costruita fra il 1704 e il 1745 su progetto dell'architetto Rosario Gagliardi, coadiuvato nella direzione lavori dall'arch. Vincenzo Sinatra[27], la chiesa di S. Francesco con l'annesso ex convento è fra i più imponenti edifici religiosi di Noto. L'impianto planimetrico è ad aula longitudinale, cioè a unica navata. L'interno è ricco di opere d'arte, come l'acquasantiera a balaustro in pietra-pece del 1570 ed il Crocifisso ligneo policromato di anonimo scultore vissuto tra il XIV ed il XV sec., due quadri di Vito D'Anna[27] ed una tela di Antonino Vizzini (XVIII sec.[27]), nonché monumenti funebri dedicati a esponenti di diverse famiglie nobiliari netine. L'altare maggiore ospita in una grande nicchia una scultura in legno policromo raffigurante la Madonna Immacolata "Patrona Civitatis", opera di un maestro napoletano del XVIII secolo[27].

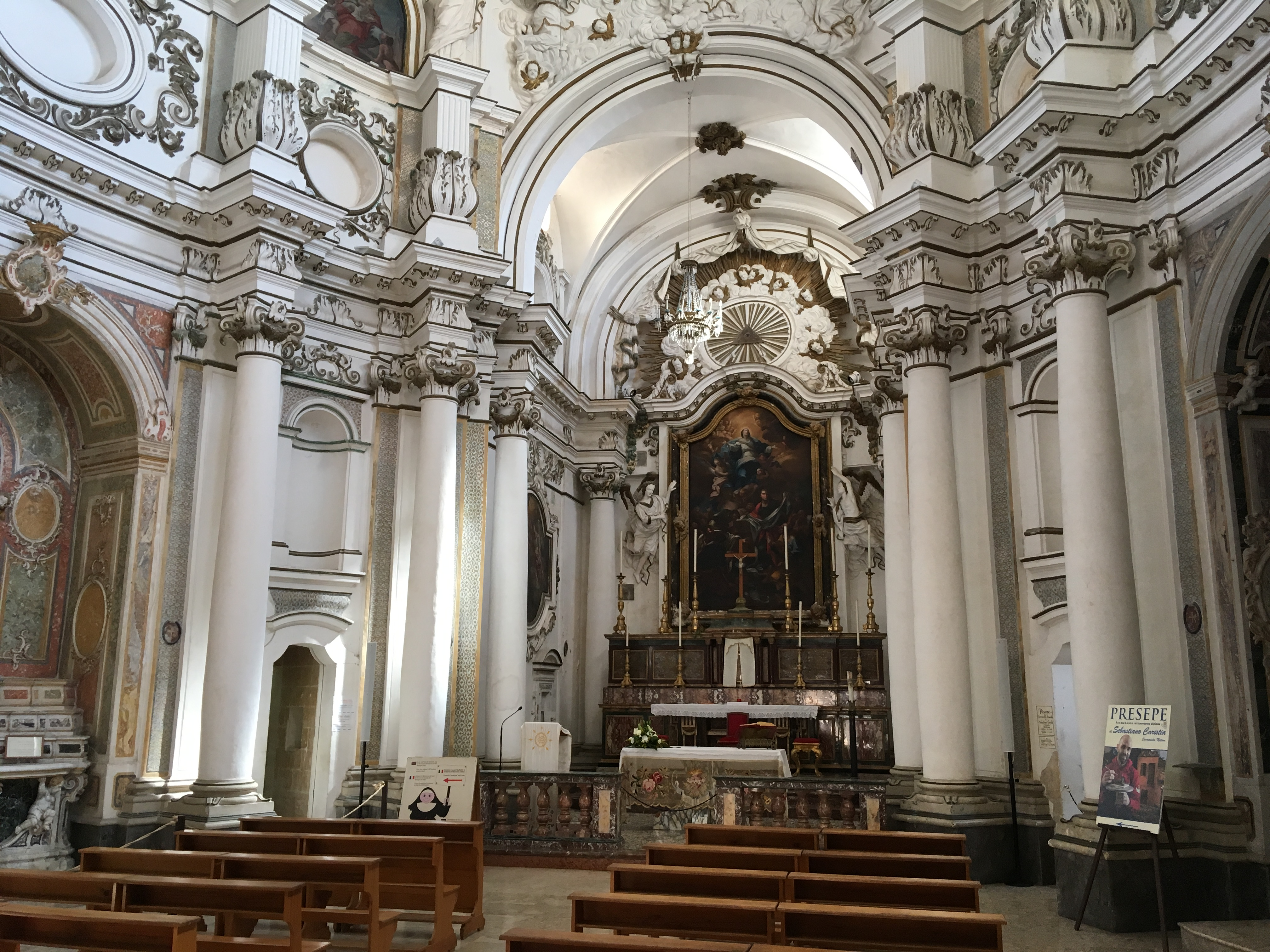
Vista interna della chiesa di Santa Chiara

- Chiesa di Santa Chiara: progettata da Rosario Gagliardi negli anni intorno al 1730, venne completata nel 1758 e fu annessa al monastero (oggi adibito a sede museale). La pianta della chiesa è di forma ellittica, sul modello delle chiese ellittiche romane edificate tra Cinquecento e Seicento. Lo stile architettonico barocco si riconosce maggiormente all'interno, dove sono custodite, fra le varie opere, una pala del 1854 raffigurante i santi Benedetto e Scolastica, del pittore palermitano Salvatore Lo Forte e una Madonna col Bambino cinquecentesca in marmo, attribuita ad Antonello Gagini.
- Chiesa di Santa Maria del Carmelo: progettata da Rosario Gagliardi e ultimata dai capimastri Corradino Randazzo e Vincenzo Sortino, presenta un sobrio prospetto concavo facente da sfondo alla via Ducezio. L'interno, strutturato su una pianta a croce greca, presenta delle similitudini con quello di San Domenico, essendo ricco di stucchi. Conserva una preziosa statua raffigurante la Madonna del Carmelo, attribuita allo scultore netino Antonio da Monachello e proveniente da Noto Antica.
- Chiesa di Santa Maria dell'Arco: ubicata in via Viceré Speciale, alle spalle di Palazzo Ducezio, fu progettata da Rosario Gagliardi ed edificata tra il 1730 e il 1749. Nella facciata è degno di nota il portale delimitato da due colonne tortili e sormontato dallo stemma cistercense. L'interno, a unica navata, è ricco di opere pittoriche attribuite al Carasi, mentre sulla parete dell'abside è collocata la tela della Presentazione al tempio di Antonio Manno (1797); vi si conservano le reliquie del beato Nicolò Morengia.

#### Altre
- Chiesa del Santissimo Salvatore.
- Monastero del Santissimo Salvatore, odierno seminario.
- Monastero Regina Ecclesiae Netinae delle Carmelitane Scalze.
- Chiesa di Montevergine o di San Girolamo.
- Chiesa di San Egidio Vescovo.
- Chiesa di San Michele Arcangelo.
- Chiesa di San Pietro delle Rose o Santi Pietro e Paolo.
- Chiesa di San Pietro Martire.
- Chiesa di Sant'Agata.
- Chiesa di Sant'Andrea Apostolo.
- Chiesa di Sant'Antonio Abate.
- Chiesa di Santa Caterina.
- Chiesa di San Francesco di Paola.
- Chiesa di Santa Maria del Gesù.
- Monastero di Santa Maria dell'Arco
- Chiesa di Santa Maria della Rotonda.
- Chiesa del Nome di Gesù.
- Chiesa dell'Annunziata.
- Chiesa dell'Ecce Homo.
- Chiesa della Santissima Trinità.
- Chiesa di Santa Maria del Purgatorio.
- Chiesa dello Spirito Santo.
- Casa dei Padri Crociferi.
- Santuario di San Corrado fuori le mura, sul cui altare maggiore si trova una tela raffigurante una Madonna col Bambino e San Corrado di Sebastiano Conca. Vi si custodisce inoltre il corpo di San Leonzio Martire.
- Santuario della Madonna della Scala, nel quale sono custoditi la sacra immagine della Madonna della Scala ed il corpo di San Franzo Martire.

### Architetture civili
- Palazzo Ducezio: il palazzo del municipio fu progettato dal netino Vincenzo Sinatra nel 1746, ispirandosi ad alcuni palazzi francesi del XVII secolo, ma venne portato a compimento solo nel 1830, e il secondo piano venne costruito nella prima metà del secolo scorso. La facciata, convessa, è caratterizzata da venti arcate sorrette da colonne con capitelli ionici nella sezione inferiore, e da tredici finestroni rettangolari nella sezione superiore. All'interno è degna di nota la "Sala degli specchi", salone ovoidale arredato con mobili in stile Luigi XV e grandi specchi scolpiti dall'avolese Sebastiano Dugo. Nella volta della sala campeggia "La Fondazione di Neas", affresco neoclassico del pittore Antonio Mazza che raffigura la fondazione di Noto da parte del condottiero siculo Ducezio.
- Teatro comunale Tina Di Lorenzo: definito da alcuni come la "Scala di Milano in miniatura"[senza fonte], fu costruito nella seconda metà dell'XIX secolo su progetti degli ingegneri netini Francesco Cassone e Francesco Sortino. Il prospetto, in stile neoclassico, presenta bassorilievi con motivi musicali e maschere teatrali, nonché le sculture, in arenaria, rappresentanti l'allegoria della Musica, i due trofei musicali con i quattro treppiedi, dello scultore Giuliano Palazzolo. L'interno fu invece decorato dai pittori Di Stefano e Stubba. L'amministrazione comunale, nel 2012, lo ha intitolato alla famosa attrice netina Tina Di Lorenzo, precedentemente era noto come Teatro Vittorio Emanuele III. Ha una capacità di 320 posti a sedere che include tre file di palchi, e una galleria con 80 sedie.[28]
- Porta Reale o Ferdinandea: costruita in occasione della venuta del re Ferdinando II di Borbone, è il simbolo dell'ingresso nella città. È opera del napoletano Angelini, autore anche della statua di Ferdinando poi diventata monumento dei caduti. Fu completata in un anno, il 1838, con l'aspetto neoclassico che conserva tutt'oggi.

#### Ponti
- Ponte Castagna: costruito fra il XVIII e il XIX secolo per oltrepassare la Cava Santa Chiara, è sicuramente uno dei più monumentali viadotti degli Iblei[senza fonte]. È tuttora in uso, facente parte della Strada Statale 287.
- Ponte di contrada Commaldo: di costruzione ottocentesca, il ponte (chiamato popolarmente Tre Ponti, avendo tre campate poggianti su robusti piloni) congiunge l'abitato cittadino alla Statale 115, passando sopra il fiume Asinaro.
- Antico ponte sul Salitello: costruito in una data da collocare prima del crollo di Noto Antica, collega la contrada Passo dei Buoi a Noto Antica. Nonostante la sua vetustà e la carenza di manutenzione, esso è ancora in uso, sebbene non sia attraversabile da veicoli con peso superiore a 3 tonnellate.

### Palazzi nobiliari

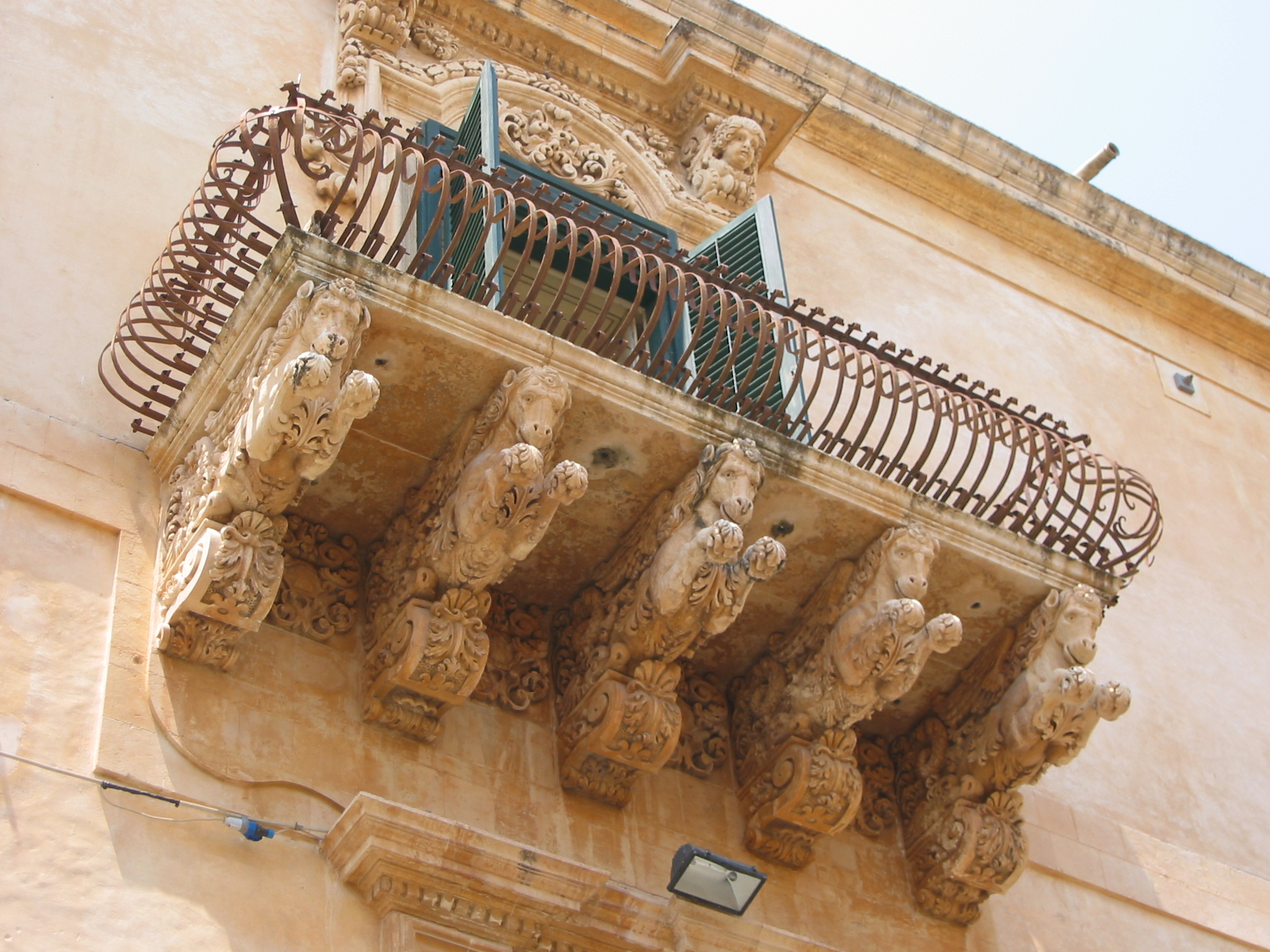
Balcone di Palazzo Nicolaci di Villadorata

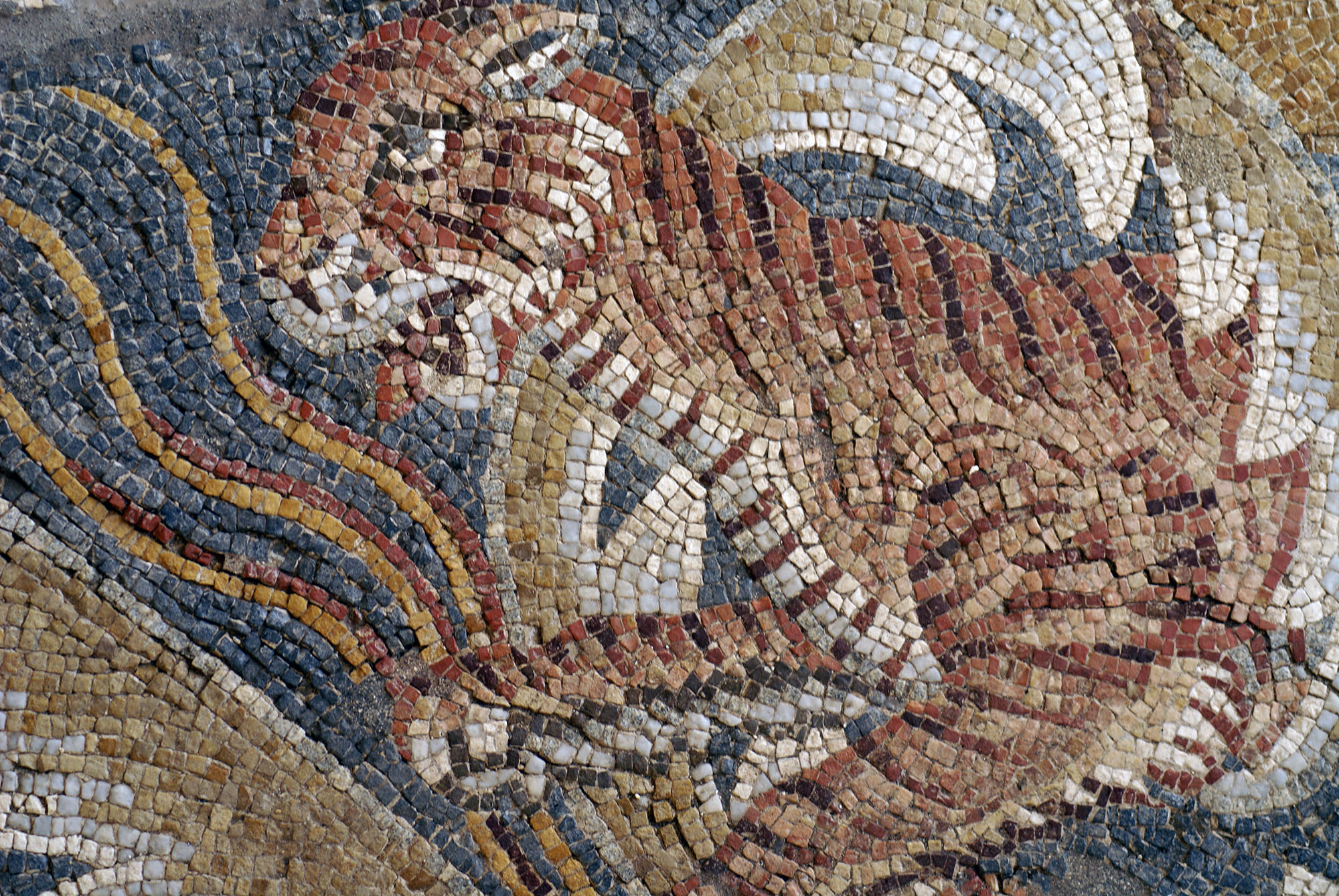
Villa del Tellaro, dettaglio

- Palazzo Nicolaci di Villadorata: sito in via Corrado Nicolaci, dove si svolge ogni anno l'Infiorata. La facciata, in stile barocco, è caratterizzata da un ampio portale fiancheggiato da due grandi colonne ioniche e sormontato da un balcone, nonché da sei balconi più piccoli (tre per lato), sorretti da mensoloni scolpiti uno in modo diverso dall'altro, con le sembianze di leoni, bambini, centauri, cavalli alati, chimere e sirene. L'interno è suddiviso in novanta vani, alcuni dei quali sfarzosamente decorati, come il "Salone delle feste". Il pianterreno è sede della Biblioteca Comunale "Principe di Villadorata". Il palazzo è tuttora abitato da alcuni esponenti della famiglia Nicolaci.[29] La sala lettura della Biblioteca comunale “Principe di Villadorata” ospita la mostra permanente del pittore netino Antonello Rizza (1926 - 2012)[30], conosciuto come il pittore dell’Universo[31] .
- Palazzo Modica di San Giovanni: di fronte al Palazzo Nicolaci è situato il palazzo dei baroni di San Giovanni, il palazzo ha forme architettoniche miste (barocche e neoclassiche) e si affaccia sia sulla piazza Duomo, sia sulla via Corrado Nicolaci. La facciata che dà su piazza Duomo è formata da un ordine inferiore a parete bugnata e una superiore, più semplice, venendo coronata da una torretta/belvedere caratterizzata da tre finestre arcuate. Il palazzo ospita una casa-museo dedicata a Giovanni Modica-Nicolaci.
- Palazzo Landolina di Sant'Alfano: è situato a sinistra della Basilica Cattedrale. La facciata, progettata da Vincenzo Sinatra, si divide in tre ordini, sostenuti da semi-pilastri coronati da capitello dorici e corinzi. Sulla sommità è visibile lo stemma della famiglia. Il salone principale del palazzo è caratterizzato da pareti dorate e da tele settecentesche e ottocentesche. Hanno soggiornato in questo palazzo il Re Ferdinando II di Borbone e la Regina Maria Teresa d'Austria durante le loro visite nella città.
- Palazzo Trigona di Cannicarao: sito in via Cavour, il palazzo presenta una facciata divisa in due ordini orizzontali e in tre corpi (quello centrale e quelli laterali che vanno a formare delle torrette) presenta un imponente portale arcuato posto in un corpo avanzato delimitato da un doppio ordine di pilastri (due per lato) con capitelli di tipo corinzio arricchiti da formelle in bassorilievo raffiguranti motivi floreali che sorregge il possente balcone centrale racchiuso da una pregevole inferriata in ferro battuto, la cui apertura rettangolare (incassata dentro pilastrini con decorazioni geometriche) sormontato da un timpano spezzato recante al centro un'aquila con le ali spiegate, simbolo della famiglia Trigona (e della città di Noto). All'interno, vi sono grandi stanze decorate da stucchi policromi d'epoca e da affreschi del Mazza che raffigurano episodi tratti dalla Bibbia. Si conservano inoltre vari mobili settecenteschi e ottocenteschi e strumenti musicali d'epoca tra cui figura una preziosa un'arpa costruita nel periodo settecentesco. Una parte dei locali è oggi di proprietà del comune, che ne ha fatto una sala conferenze, la "Sala Gagliardi", mentre la chiesetta dell'Angelo Custode è diventata sede della ProNoto.
  - Palazzo del Vescovado: l'ala sud del Palazzo Trigona fu donata dalla famiglia netina al Vescovo della nuova diocesi, che vi trasferì la sede del Vescovado dalla precedente ubicazione nei pressi del monastero dei monaci cistercensi. La facciata è stata rimaneggiata nel corso del XIX secolo, passando da uno stile barocco a uno neoclassico.
- Palazzo Impellizzeri di San Giacomo: sito in via Simone Impellizzeri, è il palazzo più importante della parte alta della città, nonché attuale sede dell'Archivio di Stato della Provincia. La facciata presenta uno stile più sobrio rispetto alla maggior parte dei palazzi del centro, in cui il barocco tardosettecentesco si fonde con eleganti elementi decorativi di stile neoclassico[senza fonte]. I vani dell'interno sono caratterizzati da stucchi e affreschi in stile neoclassico.
- Palazzo Astuto di Fargione: sito in via Cavour, dietro la Cattedrale, è caratterizzato da una facciata in stile barocco suddivisa in due ordini. L'interno, in gran parte diviso in appartamenti privati, presenta pregevoli stucchi.
- Palazzo Rau della Ferla: di progettazione e costruzione tardobarocca, il Palazzo Rau della Ferla è situato dietro il Palazzo Ducezio, ed è l'unico palazzo nobile edificato di fronte alla cattedrale e presenta una facciata suddivisa in due ordini caratterizzata da bassorilievi con motivi floreali. Al piano nobile è possibile ammirare il salone delle feste con affreschi di scuola francese aventi come soggetto paesaggi bucolici e subito dopo 5 affreschi raffiguranti la SS. Natività, san Corrado col teschio, santa Lucia, la vergine Maria, e il Cristo redentore attribuiti al noto pittore Costantino Carasi.
- Palazzo Di Lorenzo del Castelluccio: è situato nella parte terminale della via Cavour. La facciata è di un sobrio ma elegante stile barocco tendente al neoclassico. La facciata del palazzo è divisa in due ordini orizzontali solcati da una serie di pilastri con capitelli tuscanici, divisi da una grande balconata racchiusa da un'elegante inferriata in ferro battuto. L'ordine inferiore è interamente bugnato. Gli interni possiedono splendide stanze decorate da affreschi e vari elementi decorativi settecenteschi e sono stati ambientazione di varie fiction italiane, fra le quali "Il commissario Montalbano"[32] . Il Palazzo è stato donato dal marchese Corrado Di Lorenzo all'Ordine dei Cavalieri di Malta della città netina.
- Villa Ruiz: residenza estiva della famiglia Di Lorenzo di Castelluccio passata successivamente alla famiglia Ruiz, oggi sede della fondazione del Grand Tour.
- Borgo del Castelluccio: ex Feudo del Castelluccio, nell’omonima località in prossimità di Noto, è conservato il borgo settecentesco del marchesato Di Lorenzo del Castelluccio e comprende l’imponente palazzo dei marchesi, la chiesa privata di famiglia ed edifici agricoli comprese le abitazioni dei contadini che vi lavoravano.

#### Altri
Adibiti ad abitazioni private, i palazzi delle famiglie Battaglia e Velona conservano poco del loro originale aspetto. Il primo, sito in via Rocco Pirri, presenta ancora la facciata barocca, mentre gli interni sono adibiti a ristorante e ad appartamenti privati. Il secondo, ubicato in via Ducezio, conserva al suo interno stucchi ottocenteschi.
- Palazzo Mastrogiovanni Tasca
- Palazzo Deodato Burgio Di Lorenzo
- Villa Favorita
- Villino Villadorata
- Villa Elena
- Castello Oliva
- Villa Eleonora

### Architetture militari
- Caserma Cassonello (ex-convento dei Padri Riformati): elevato come convento nel 1708 per volere dei padri Riformati, fu riadattato a caserma dei carabinieri nell'XIX secolo, cosa che comportò una radicale modifica della facciata con l'aggiunta di torrette e merlature. Aggrappato a un costone roccioso, l'edificio è visibile da tutta la parte est della città. Attualmente in disuso, tranne che per sporadiche mostre d'arte[33], è previsto l'utilizzo dell'edificio come museo.
- Casa circondariale: un tempo nota come convento di San Tommaso, è situata nella parte alta della città e presenta due facciate: una che si affaccia su piazza Mazzini è stata costruita ex-novo nell'XIX secolo, l'altra, barocca, è opera di Rosario Gagliardi. In questo carcere venne imprigionato Alessandro Serenelli, assassino di Santa Maria Goretti.[34]
- Contraerea di contrada Oliva: costruita durante il periodo fascista, è un complesso militare caratterizzato da una caserma, un ampio edificio militare e diverse postazioni contraeree. Situato nelle vicinanze del Castello Oliva e del monte Finocchito, che apparteneva al Barone Antonino Di Lorenzo, il complesso è attualmente in stato di abbandono.[35] Fu teatro di una resistenza nazifascista durante la Liberazione.
- Aeronautica Militare di contrada Mezzogregorio: operativa dal 1984, è sede della 137ª Squadriglia radar remota.

#### Altro
Il territorio è caratterizzato da numerose residenze aristocratiche, masserie e bagli principalmente risalenti al settecento e all’ottocento; e in buona parte riutilizzati come strutture ricettive per il turismo d’élite.
Il territorio è disseminato di bunker risalenti al periodo fascista, nonché di grandi rifugi antiaerei (il più grande è situato in pieno centro storico, attualmente non agibile). Grande rilevanza ebbero, prima del terremoto del 1693, i bastioni di Noto Antica e diverse torri di avvistamento nei pressi di Castelluccio o nella costa, di cui oggi si possono ammirare solo le rovine.

### Siti archeologici

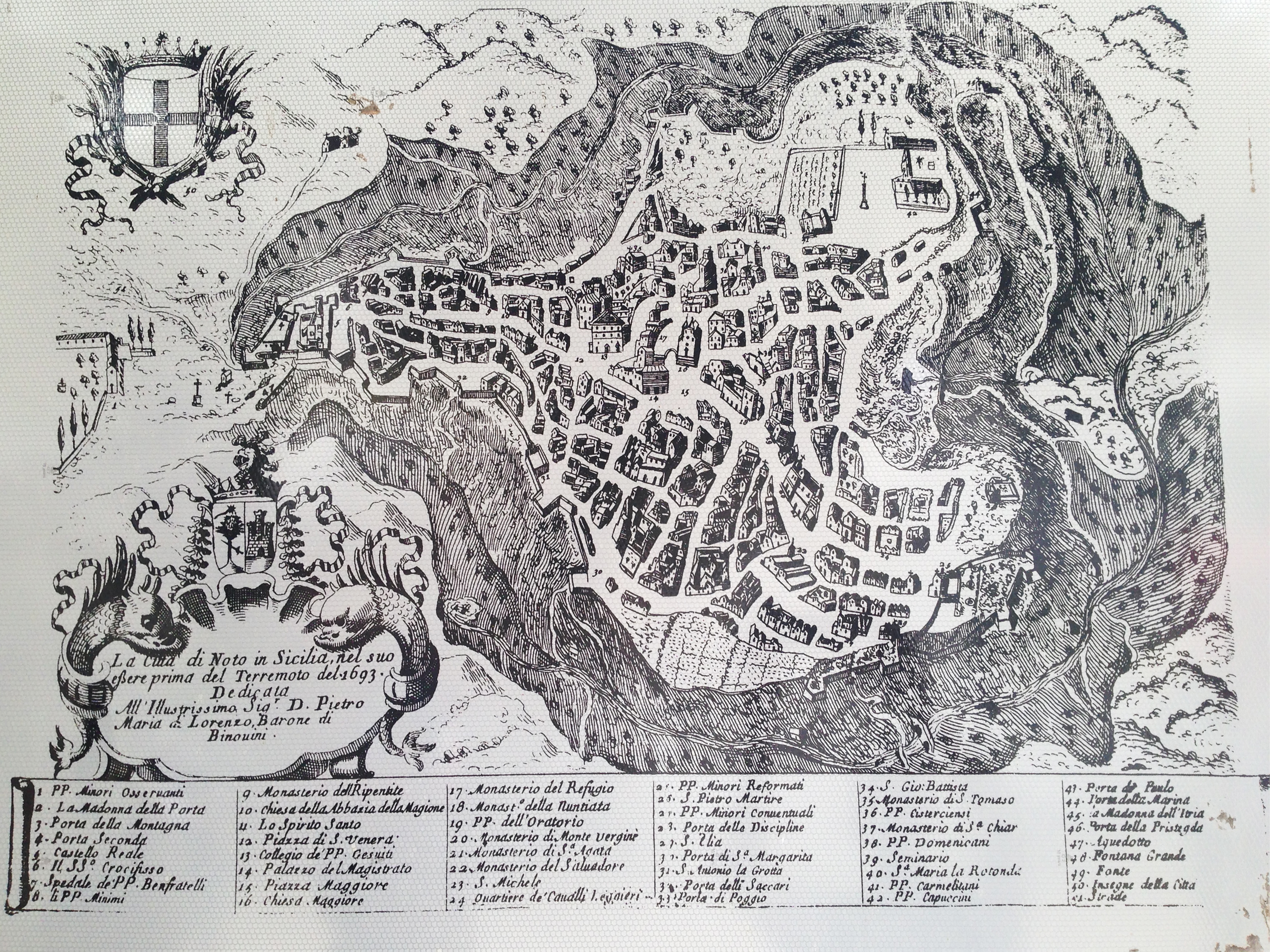
Mappa di Noto Antica e dei palazzi poco prima del sisma del 1693

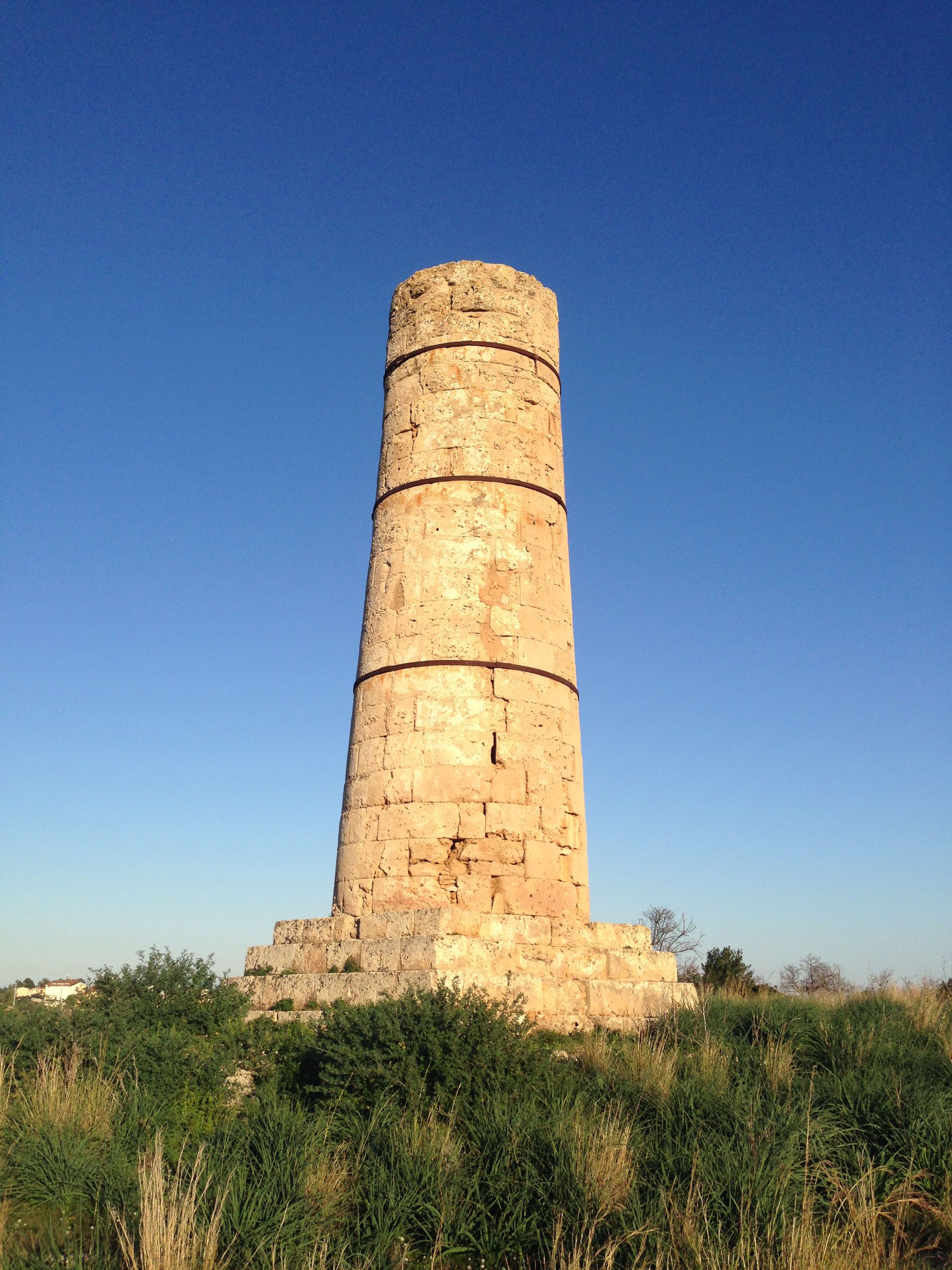
La Colonna Pizzuta, monumento di epoca greca del III secolo a.C.

Il territorio è disseminato di aree d'interesse archeologico, benché molte non siano valorizzate né riconosciute come tali. In questa pagina, riporteremo solo quelle più note, attrezzate e facilmente raggiungibili.
- Noto Antica: situata 9 km a nord dell'attuale centro abitato, su una montagna rocciosa cuoriforme, il monte Alveria, l'antica Noto fu rasa al suolo dal terribile terremoto del 1693. Pur essendo definita più volte come la "Pompei medievale"[senza fonte], il sito archeologico, pur riconosciuto tale, non è valorizzato a sufficienza per mancanza di strutture adeguate, cartellonistica sufficiente e un'adeguata fruizione. L'intero sito necessita di campagne di scavo conoscitive avvenute solo in parte minima. Si presenta oggi come un suggestivo percorso nella natura, con le rovine dell'antica città che riaffiorano dall'erba.
- Eloro: è un sito archeologico ubicato su di un promontorio prospiciente il mare Jonio, nei pressi della foce del fiume Tellaro. Un tempo fiorente città greca, sulla direttrice della più tarda "via Elorina", che metteva in comunicazione le colonie greche di Siracusa, Kamarina e Gela, fu distrutta con l'arrivo degli arabi. Degni di nota sono il teatro greco, pur sfregiato da interventi fascisti, la medievale Torre Stampace, costruita su una più grande e vetusta fortezza citata da Plinio il Vecchio e i resti di santuari, mura ed edifici risalenti all'età classica.
- Colonna Pizzuta: situata a pochi chilometri a nord-ovest di Eloro, è un monumento funerario, costituito da una colossale colonna in rocchi di pietra calcarea (diametro di 3,80 m e altezza ricostruibile in circa 10 m). Nei pressi si trova un ipogeo scavato nella roccia, databile alla seconda metà del III secolo a.C., già visto negli scavi di Paolo Orsi nel 1899 e successivamente reinterrato.
- Castelluccio di Noto: sito archeologico localizzato nella parte nord del territorio, ha dato il nome all'omonima cultura di Castelluccio. Il piano dell'abitato consisteva in una sorta di acropoli fortificata e da una necropoli, che consta di oltre 200 tombe a grotticella artificiale, scavate nelle pareti ripide della vicina cava della Signora. La più monumentale è la cosiddetta "Tomba del Principe" con un prospetto costituito da quattro finti pilastri. In prossimità del sito è stato poi costruita, fra il XIV e il XV secolo, una torretta d'avvistamento del quale oggi sono visibili solo le fondamenta.[36]
- Villa del Tellaro: il sito archeologico consiste nei resti di una ricca residenza extraurbana della tarda età imperiale romana. Rinvenuti a partire dal 1971, i resti si trovano in un fertile comprensorio agricolo, su una bassa elevazione presso il fiume Tellaro, sotto una masseria sette-ottocentesca. Più piccola di quella di Patti, la Villa del Tellaro è stata oggetto negli ultimi anni di un rinnovato interesse, grazie soprattutto a una serie di progetti di ristrutturazione e riqualificazione dell'area interessata. Il 15 marzo 2008, oltre trenta anni dopo gli scavi, la villa del Tellaro è stata finalmente inaugurata e resa fruibile al pubblico.[37]
- Sito archeologico di Monte Finocchito: non riconosciuta come parco archeologico, l'area del sito, a metà strada fra Noto e Testa dell'Acqua, è caratterizzata da una necropoli a grotticella risalente al 600 a.C. e, nella sommità, dai resti di un antico villaggio siculo, probabilmente contemporaneo a Hybla, di cui restano solo i basamenti di massicce fortificazioni (ritenute da Paolo Orsi come le più antiche della Sicilia) e di antiche carraie.[38][39]

### Riserve naturali

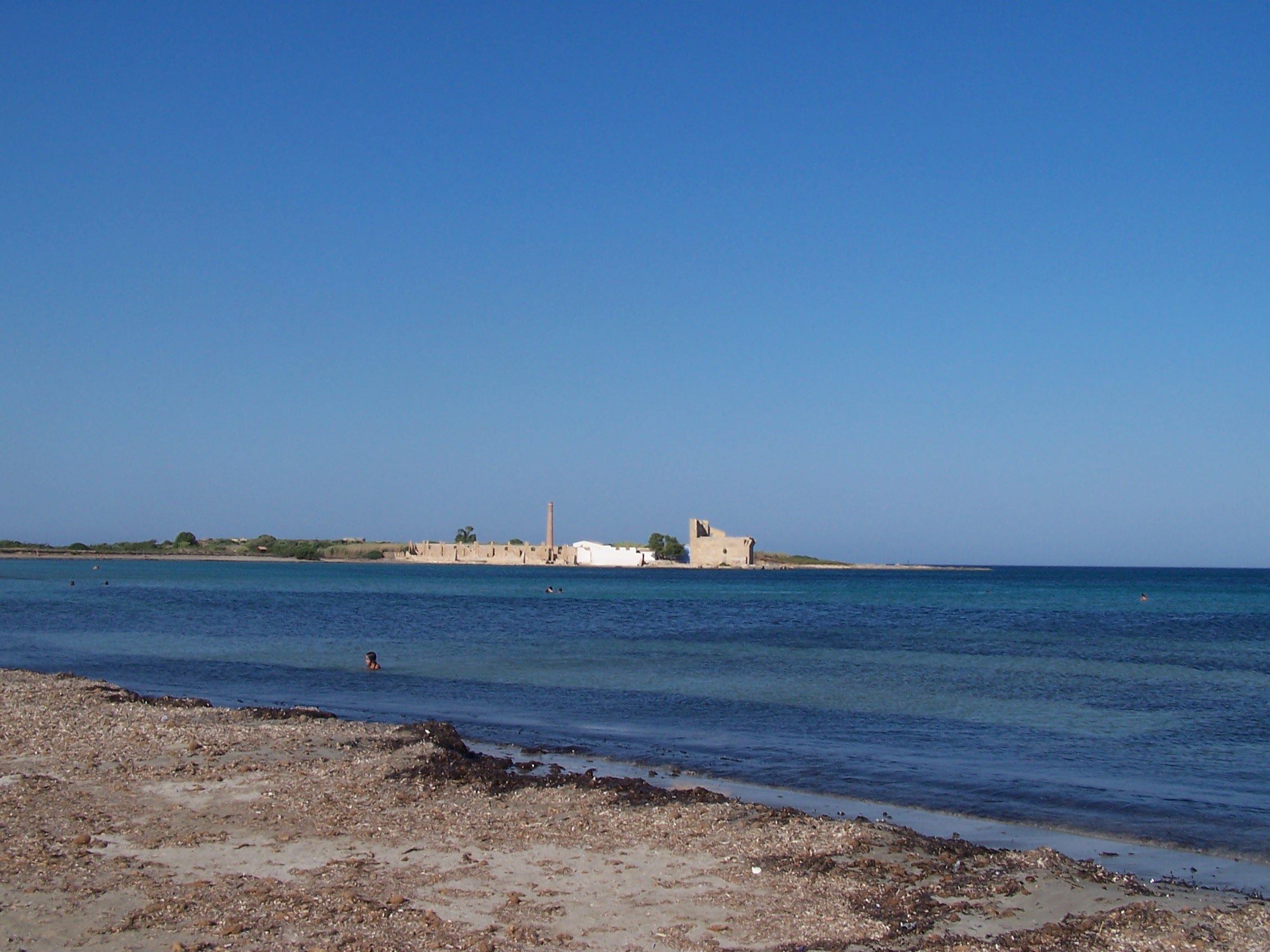
La Riserva naturale orientata Oasi Faunistica di Vendicari situata fra Noto e Pachino

- Riserva naturale orientata Oasi Faunistica di Vendicari: a metà strada fra Noto e Pachino, è stata ufficialmente istituita nel 1984 (DARTA 81 14/03/1984 - DAR), ma è stata resa effettivamente fruibile solo nel 1989. Oltre a essere un'area di interesse naturalistico (grande importanza è rivestita dai pantani), nella riserva naturale è possibile ammirare vari resti archeologici, fra i quali una necropoli bizantina e la settecentesca tonnara. È gestita dall'Azienda Regionale Foreste Demaniali. La riserva è ricca di spiagge: a nord quella di Eloro, con accanto la spiaggia di "Marianelli", "Calamosche", la spiaggia di Vendicari (nei pressi della tonnara) e a sud la spiaggia di San Lorenzo.[40]
  - Spiaggia di Calamosche: insignita, nel 2005, di "spiaggia più bella d'Italia"[41], è posta fra due costoni rocciosi erosi dal mare, di cui uno (il "Poggio Arena") la separa dall'altrettanto nota spiaggia di "Marianelli". È una delle poche spiagge in Italia ad aver conservato interamente il suo aspetto naturale.
  - Spiaggia di Marianelli: leggermente più ampia della vicina spiaggia di Calamosche, si trova alla foce del Fiume Tellaro. È anch'essa posta fra due costoni rocciosi, il "Poggio Arena" e un altro, su cui svettano i resti della Torre Stampace. Anche questa spiaggia ha conservato interamente la sua primitiva fisionomia.
- Riserva naturale orientata Cavagrande del Cassibile: compresa tra i territori di Avola, Noto e Siracusa. È stata istituita nel 1990 (D.A. del 13 luglio), è gestita dall'Azienda Foreste Demaniali della Regione Siciliana. Difeso dalle inaccessibili pareti a strapiombo della cava e la vicinanza dell'acqua, i Siculi, primi abitatori che si conoscono di questo luogo, vi hanno costruito una necropoli, ancora oggi difficile da raggiungere. Ciò che rende spettacolari le cave a causa dello scorrimento dei corsi d'acqua, è la morfologia del grande canyon di Cava Grande del Cassibile, il Kakyparis dei greci. Sul versante nord è possibile osservare un piccolo agglomerato di abitazioni rupestri. Nella zona sud si trova un complesso sistema di abitazioni, scavate nella roccia, disposte una accanto all'altra su sei diversi livelli paralleli, collegati tra loro da un sistema di cunicoli e gallerie.[42]

## Società

### Evoluzione demografica
Abitanti censiti

La popolazione, dopo il drastico calo registrato fra la fine degli anni '60 e i primi anni '90 del secolo scorso, sta registrando una graduale ma costante risalita, che ha portato, nel 2010, a un picco di 24.000 abitanti. Secondo i rilevamenti ISTAT, nel 2013 la popolazione è all'incirca di 23.700 unità.

### Etnie e minoranze straniere
Noto ospita la comunità più numerosa di camminanti, gruppo etnico nomade diffuso in Sicilia. Se ne contano tra i 2 000 e i 2 500 — circa il 10% dell'intera popolazione — e sono a tutti gli effetti residenti dagli anni 1950.
Secondo i dati ISTAT, al 31 dicembre 2019 a Noto risultano residenti 839 cittadini stranieri, che rappresentano il 3,5% della popolazione residente totale. Le nazionalità principali in base alla popolazione:
- Romania - 241
- Polonia - 103
- Tunisia - 56
- Regno Unito - 40
- Francia - 36
- Cina - 33
- Marocco - 33
- Germania - 31

Noto è uno dei pochi casi in Sicilia in cui vi è una consistente presenza di immigrati inglesi, francesi, spagnoli e tedeschi, anche se prevalentemente pensionati.

### Lingue e dialetti

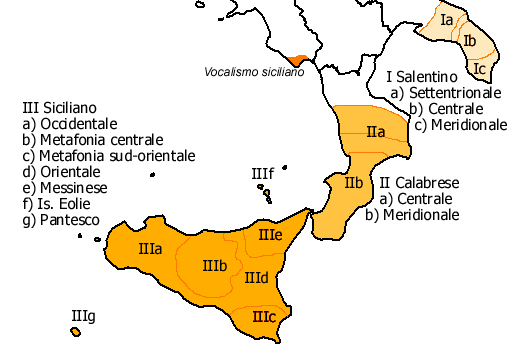
Distribuzione del gruppo siciliano

Oltre alla lingua ufficiale italiana, a Noto si parla la lingua siciliana nella sua variante metafonetica sud-orientale. La ricchezza di influenze del siciliano, appartenente alla famiglia delle lingue romanze e classificato nel gruppo meridionale estremo, deriva dalla posizione geografica dell'isola, la cui centralità nel mar Mediterraneo ne ha fatto terra di conquista di numerosi popoli gravitanti nell'area mediterranea.
Il dialetto netino del siciliano presenta, come tutte le comunità dell'isola, delle peculiarità proprie. È differente dal siracusano e dal catanese, essendo un dialetto ibleo è caratterizzato dalla palatalizzazione delle occlusive velari sorde /k/ in /t͡ʃ/, così è possibile ritrovare queste differenze fonetiche in parole come: chiavi > ciavi, chiazza > ciazza, chiòviri >  ciòviri. Al contempo, il dialetto locale è influenzato grandemente dalla forte presenza straniera sul territorio, segnatamente anche quella di matrice italofona, per cui oggi è facile sentire dire ai netini la parola fiuri in luogo dell'autoctono ciuri.

### Istituzioni, enti e associazioni
- Diocesi di Noto: la città di Noto è stata eretta a sede vescovile e la chiesa madre a cattedrale da papa Gregorio XVI con la bolla Gravissimum sane munus il 15 maggio 1844, ricavandone il territorio dalla diocesi di Siracusa. A cavallo fra le province di Ragusa e Siracusa, è la diocesi più a sud d'Italia, suffraganea dell'arcidiocesi di Siracusa appartenente alla regione ecclesiastica Sicilia. Nel 2021 contava 215.000 battezzati su 220.584 abitanti. È retta dal vescovo Salvatore Rumeo. Comprende, oltre a Noto, i comuni aretusei di Avola, Pachino, Portopalo di Capo Passero e Rosolini, e quelli iblei di Modica, Ispica, Scicli e Pozzallo.
- Centro Sportivo Italiano - Comitato di Noto.
- I.S.V.N.A.: istituto per lo studio e la valorizzazione di Noto Antica.
- Comprensorio Eloro: consorzio di comuni nato nei primi anni 2000, comprende, oltre a Noto, Avola, Pachino, Portopalo di Capo Passero e Rosolini.
- Presidio Ospedaliero "Trigona", unico ospedale cittadino e unico del territorio dotato di elisoccorso. Ubicato in contrada San Giovanni Lardia, appena fuori dal centro urbano. La struttura è stata inaugurata nel 1981, sostituendo la precedente, situata in pieno centro storico, nel Convento di Sant'Agata.
- Centro di Neuropsichiatria.
- Polidiagnostico Netino, struttura sanitaria privata.

## Cultura

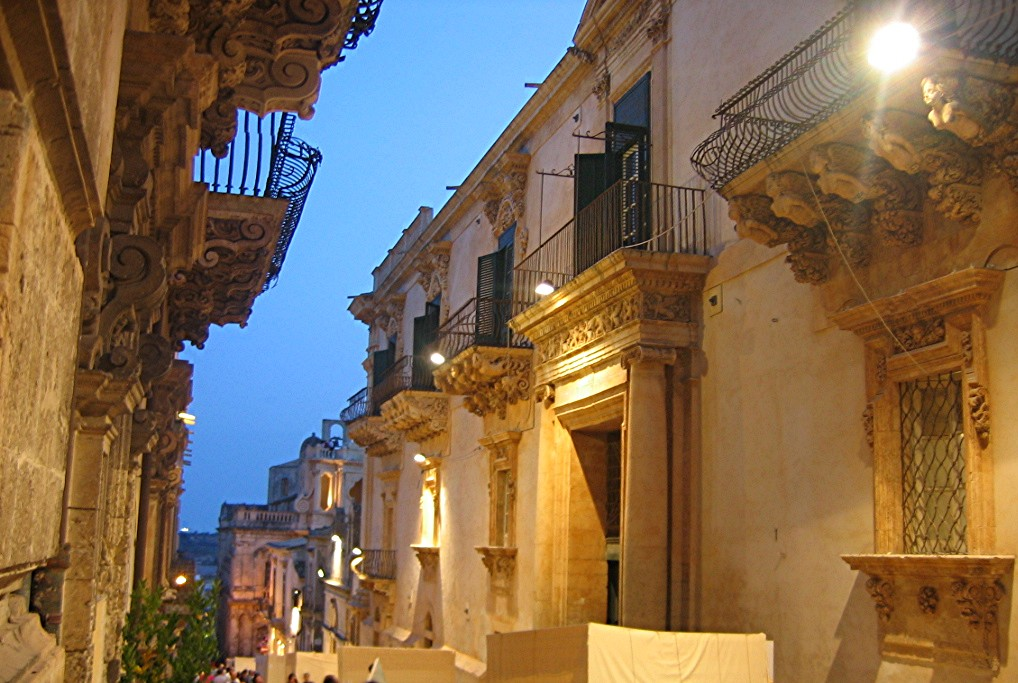
Palazzo Nicolaci di Villadorata. Al pianterreno ha sede la Biblioteca Comunale "Principe di Villadorata"

### Musei
- Il Museo Civico di Noto conserva una collezione di reperti medievali e post medievali la cui datazione è antecedente al sisma dell'11 gennaio 1693.
- Galleria d'Arte Contemporanea "Elvira Emilia Pirrone Resso".
- MUCIAN (Museo civico archeologico Noto) contiene reperti dai siti archeologici del territorio netino, dalla preistoria all'età tardo romana.
- Museo diocesano
- Museo della cattedrale
- Convitto delle arti Noto Museum
- Villa romana del Tellaro
- Museo del Mare di Calabernardo
- MAT - Museo Antropologico di Testa dell'Acqua
- Museo della civiltà contadina

### Biblioteche
- Biblioteca Comunale "Principe di Villadorata": situata al piano terra del Palazzo Nicolaci di Villadorata, fu inaugurata il 30 maggio 1847 con 3.657 volumi, la maggior parte dei quali donati da Corrado Nicolaci Principe di Villadorata. Attualmente vanta un patrimonio di circa 80.000 volumi[52].
- Biblioteca Diocesana: ha sede nel Seminario Vescovile di Noto. Vanta un patrimonio di 25.000 volumi di cui 7.000 volumi antichi tra cui manoscritti per 10 cartelle e un incunabolo[53].

### Istituzioni scientifiche
Presso Noto, in località Monte Renna si trova un radiotelescopio, composto da un'antenna di 32 metri. La struttura è gestita dall'Istituto di Radioastronomia di Bologna, parte dell'INAF, e ha un gemello posto a Medicina, vicino a Bologna.

### Scuole
La città dispone di tre istituti comprensivi per quanto riguarda l'istruzione primaria e secondaria di primo grado. Per quanto riguarda la scuola secondaria di secondo grado, Noto è punto di riferimento per l'intero comprensorio, con un'offerta formativa che presenta vari indirizzi: lo storico Liceo Classico, fondato nell'Ottocento, lo Scientifico, le due opzioni del Liceo delle Scienze Umane (anch'esso di antica fondazione), l'Artistico (in due articolazioni), e i tecnici a indirizzo Turistico, della Moda (ex ITAS), Geometri e IPSIA.

### Università
Ha sede a Noto, presso i locali dell'ex Istituto "Giavanti", il Consorzio Universitario Mediterraneo Orientale (CUMO), istituito nel 2001 in convenzione con l'Università di Messina. L'offerta formativa prevede quattro corsi di laurea triennale: Scienze dell'Educazione e della Formazione e Scienze della Comunicazione, Scienze e Tecniche Psicologiche, Beni Archeologici e Scienze Gastronomiche, e un corso di laurea magistrale in Psicologia e Neuroscienze Cognitive. L'università ha un ampio bacino d'utenza, comprendente soprattutto le province di Ragusa e Siracusa.
- Biblioteca del CUMO: la biblioteca contiene oltre 7.000 volumi di cui oltre 2.000 acquistati dal CUMO e oltre 5.000 provenienti da una donazione del Cenacolo Domenicano. Dei 7.000 volumi, circa 2.000 risalgono in un'epoca compresa tra il XVI e il XX secolo, fra i quali una rara Bibbia Vulgata del Seicento.[54]

### Cinema
Noto è stata il set di diversi film, alcuni realizzati dai più grandi maestri del cinema mondiale: Roberto Rossellini, che vi ha girato alcune parti di Viva l'Italia; Vittorio De Sica, che ha girato a Noto il suo ultimo film Il viaggio, con Richard Burton e Sophia Loren; Michelangelo Antonioni, che oltre ad avervi ambientato parte de L'avventura, ha dedicato a Noto le prime due parti del documentario "Noto, Mandorli, Vulcano, Stromboli, Carnevale", realizzato per il padiglione italiano dell'Expò di Siviglia svoltosi nel 1992. Oltre a questi maestri hanno lavorato a Noto altri grandi registi come Luigi Zampa, Luigi Comencini, Franco Zeffirelli, Lina Wertmüller e Giuseppe Tornatore. Di seguito è riportato un elenco di film girati a Noto:
- Anni facili, di Luigi Zampa (1953).
- Cavalleria rusticana di Carmine Gallone (1953).
- L'avventura, di Michelangelo Antonioni (1960).
- Viva l'Italia, di Roberto Rossellini (1961).
- Assicurasi vergine, di Giorgio Bianchi (1967).
- Meglio vedova, di Duccio Tessari (1968).
- Tony Arzenta, di Duccio Tessari (1973), con Alain Delon.
- Il viaggio di Vittorio De Sica (1974).
- Mio Dio, come sono caduta in basso! di Luigi Comencini (1974).
- Il garofano rosso, di Luigi Faccini (1976).
- Donna d'onore, di Stuart Margolin (1990).
- Il ladro di bambini, di Gianni Amelio (1992).
- Arriva la bufera di Daniele Luchetti (1993).
- Storia di una capinera di Franco Zeffirelli (1993).
- L'uomo delle stelle di Giuseppe Tornatore (1995).
- Malèna di Giuseppe Tornatore (2000).
- Gli astronomi di Diego Ronsisvalle (2003).
- Cyrano di Joe Wright (2021).

La particolare propensione di Noto a costituire la scenografia di rappresentazioni artistiche come i film ma non solo, è stata rilevata anche da Leonardo Sciascia, il quale riteneva che Noto fosse «lo scenario ideale alla commedia». Sosteneva infatti Sciascia: 

### Eventi

#### Eventi religiosi
Settimana Santa: tipica e sentita festività in tutta la Sicilia, la Settimana Santa di Noto si apre con la visita ai Santi Sepolcri, nel giovedì santo. Particolarmente suggestiva è la processione della "Santa Spina", nella serata del venerdì santo, durante la quale la reliquia proveniente dall'antica città e custodita in un'artistica teca d'oro, è portata in processione per le vie del Centro Storico insieme ai simulacri del Cristo Morto e della Madonna Addolorata, con le confraternite, la banda musicale e i fedeli al seguito. Particolarmente sentita è la "Pace", che si svolge nella domenica di Pasqua, durante la quale vi è l'incontro in piazza Municipio tra i simulacri della Vergine e del Cristo risorto, che successivamente impartiscono la loro benedizione muovendo, per mezzo di un particolare meccanismo interno ai fercoli, le braccia.
- Fiera di Pentecoste: il cinquantesimo giorno dopo la Pasqua, solitamente subito dopo l'Infiorata, la parte alta della città è sede della storica Fiera di Pentecoste, la cui prima edizione si svolse a Noto Antica nel 1427. Particolare attenzione è riservata ai prodotti tipici, all'antiquariato e all'artigianato, anche se l'evento ha perso, nel tempo, gli antichi fasti.
- Festa di san Corrado Confalonieri: san Corrado eremita, morì nel 1351, nella grotta dove era vissuto in eremitaggio per numerosi anni, nella Valle dei Pizzoni, presso Noto, dove oggi si trova la "Chiesa dell'Eremo fuori le mura", che ingloba la grotta. Il 19 febbraio, giorno della sua morte, si tiene la festa patronale. Vi si svolge una processione, con la "vara" dell'urna argentea contenente il corpo del santo, che viene portata per le vie del paese. Ogni dieci anni, la processione con l'urna giunge fino alla grotta, con un percorso che si svolge durante la notte e percorre i circa 10 km che separano la città dall'eremo originario. Caratteristici sono i portatori di ceri artistici, dipinti con simbologie legate alla figura del patrono. Attualmente si possono vedere in processione più di 100 di questi ceri. Inoltre è tradizione preparare davanti alla propria abitazione altari con fiori, che al passaggio dell'urna verranno donati al santo e posti sulla "vara"
- Processione del Sacro Cuore di Gesù: Ogni anno, la prima domenica dopo la solennità del Sacro Cuore, si svolge una solenne processione con il simulacro ligneo del Cristo.
- La festa della Madonna della Scala, patrona della diocesi e co-patrona della città, si svolge in contrada Scala il 3 agosto di ogni anno con una solenne processione, che si snoda nella strada che va dal Santuario Mariano a Noto Antica.

#### Eventi laici
- Infiorata: si svolge ogni terza domenica di maggio, a partire dal 1980. Fu importata chiamando a operare i maestri di Genzano. Si tiene in via Nicolaci, che viene ricoperta da un tappeto di fiori diviso in riquadri raffiguranti disegni (che cambiano di tematica ogni anno) per opera di artisti locali o provenienti dall'intera Val di Noto. Nel 2013, hanno realizzato i loro disegni anche artisti giapponesi, essendo il paese nipponico al centro della tematica, per il 2014 è prevista la presenza di artisti russi.
- Stagione Teatrale del Teatro Vittorio Emanuele
- Niff Noto International Film Fest
- Rassegna Musicale Concerti
- Rassegna Musica Jazz Noto in jazz
- Noto Musica Festival
- Sicily International Music Festival & Competitions
- Festival OltreNoto
- Festival Volalibro
- Giacinto Festival
- Festa dell'Alveria
- NotOn rassegna estiva di arte, cultura, musica e teatro, spettacoli, ecc
- Festival Arti Effimere
- Codex Festival
- Streghe d’Estate
- Val di Noto Summer Pride

### Altre festività e manifestazioni
Nelle principali frazioni di Noto si svolgono annualmente alcune manifestazioni, prevalentemente a carattere religioso. Il primo maggio, nelle contrade è possibile partecipare al tradizionale "Convito", un'asta di prodotti gastronomici o di uso comune. 

## Geografia antropica

### Urbanistica
Uno dei motivi più rilevanti per il quale la città fu ricostruita in un nuovo sito fu l'impossibilità di ricostruire, sull'Alveria, la città seguendo i canoni dell'epoca, a causa della morfologia del territorio. I documenti e la tradizione indicano l'intervento di diverse personalità sulla progettazione del nuovo impianto urbano: dall'ingegnere militare olandese Carlos de Grunenbergh, al matematico netino Giovanni Battista Landolina, al gesuita fra Angelo Italia, all'architetto militare Giuseppe Formenti. L'impianto urbano fu concepito a scacchiera, ma a differenza della vicina Avola, il perimetro di ogni quartiere è molto più ampio, causando un fenomeno particolare e, forse, unico nel suo genere: mentre nella parte più esterna del perimetro venivano costruiti i palazzi dei ceti più facoltosi, al suo interno venivano costruite le abitazioni dei ceti meno abbienti, generalmente piccole e a un solo piano, divise fra loro da stradine strette e tortuose, tipiche della medievaleggiante città antica e nascoste, seppur macroscopicamente, dal moderno impianto a scacchiera.
Secondo il progetto del Duca di Camastra, il nucleo urbano si sarebbe dovuto sviluppare esclusivamente sul piano alto del colle, anticamente chiamato Pianazzo, circondato da ripidi pendii eccetto una piccola lingua di terra e con un'ottima vista sul mare proprio come Noto Antica, ma era palesemente troppo piccolo per ospitare una popolazione che, al tempo, ammontava a circa 10.000 anime. Su iniziativa dei locali fu quindi stabilito di costruire anche nel sottostante pendio, che diventò subito il vero centro cittadino a sfavore della parte alta.
In una veduta disegnata da Paolo Labisi nei primi anni del XVIII secolo, Noto è rappresentata come una cittadina di modeste dimensioni, e delimitata a nord dall'attuale via Rosolino Pilo e a sud dall'attuale via Roma. Simili al disegno settecentesco sono le prime fotografie in bianco e nero, sebbene all'interno della città siano avvenuti piccoli cambiamenti: le dimensioni delle piazze del Santissimo Crocifisso e dell'Immacolata sono, nell'Ottocento, drasticamente ridotte in dimensioni, causa la costruzione di nuovi palazzi; l'area designata come quinta piazza cittadina, al termine di via viceré Speciale non è stata mai realizzata e la chiesa di San Camillo, in via Rocco Pirri (di fronte alla loggia del mercato), è stata abbattuta per far spazio al mercato cittadino. Il vallone melmoso che separava l'abitato dal convento dei cappuccini è stato infine riempito con i materiali di scarto dovuti all'abbassamento delle sedi stradali, ed è diventato il nuovo ingresso della città, nonché giardino pubblico.
Solo nella seconda metà del secolo scorso prese il via una disordinata espansione (che su scala nazionale prende il nome di effetto sprawl) verso ovest e sud, inglobando quasi del tutto le contrada di San Giovanni Lardia a nord-ovest e Santa Croce a sud-est.

### Frazioni

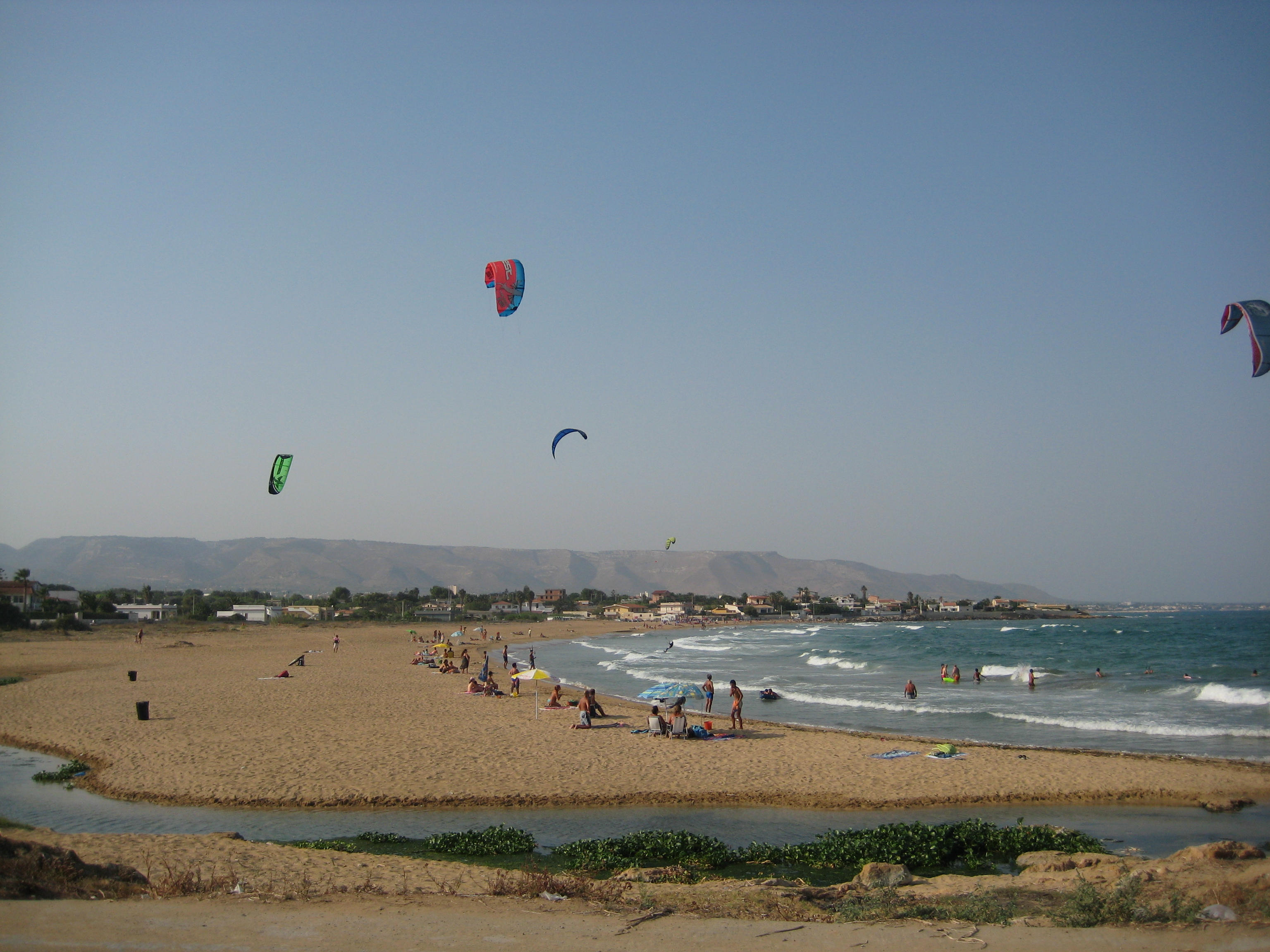
Spiaggia nella frazione di Calabernardo

- San Corrado Fuori Le Mura (San Currau 'i fora): con una popolazione stimata di circa 300 unità, che raddoppiano nei mesi estivi, è la frazione più popolata del comune. Luogo di villeggiatura, molto frequentato d'estate, la frazione dista dalla città meno di 5 km. È nota soprattutto per l'omonimo eremo e la circostante cava dei Pizzoni, luoghi dove visse San Corrado Confalonieri. La Cava divide la frazione dalla quasi altrettanto popolosa contrada Lenzavacche.
- Lido di Noto (Litu 'i Nuotu): è la principale frazione marina di Noto. La frazione si popola soprattutto d'estate, ed è sede di una piccola fiera settimanale, nonché di molti hotel e ristoranti.
- Calabernardo: antico borgo marinaro e noto soprattutto con l'antico nome di Balata, Calabernardo si sviluppa tutt'intorno a un lungo tratto di costa, bassa e rocciosa, fino alla foce del fiume Asinaro che, oltre a segnare il confine tra i territori di Noto e Avola, fu teatro di un'epica battaglia tra l'esercito ateniese comandato da Nicia e quello siracusano nel 413 a.C. Dispone di un faro oramai non più in funzione e di un porticciolo.
- Testa dell'Acqua (A Testa 'i l'acqua) : caratteristico borgo montano dotato dei servizi essenziali, è, specie negli ultimi anni, sempre più apprezzata come località di villeggiatura estiva. Località frequentata sin da epoche antiche, deve il suo nome alla fonte che alimentava l'acquedotto di Noto prima del terremoto del 1693. È inoltre sede di uno degli eventi annuali più rilevanti per l'agricoltura del territorio, l'Agrifiera.
- Castelluccio (U Castiḍḍuzzu): piccolo borgo dotato di servizi essenziali a nord-ovest della città, un tempo grande feudo appartenente alla famiglia Di Lorenzo.
- San Lorenzo (San Lurenzu): frazione marinara vicina a Marzamemi, nota soprattutto per le sue spiagge.
- Rigolizia (Rigulizzia che in siciliano significa "liquirizia").
- Santa Lucia di Mendola (Santa Lucia di Mènnula).

Altre frazioni, come San Paolo e Villa Vela, un tempo molto popolate, sono oggi in gran parte disabitate e in stato d'abbandono. Nei pressi di San Paolo, è ubicata una grossa azienda produttrice di cioccolato. Facevano parte del territorio di Noto anche Frigintini, Gianforma, San Vito e San Giacomo (San Jàbbicu), per una porzione di territorio che andava da Castelluccio verso nord-ovest, fino alle porte di Giarratana. Nel 1950, in seguito a un referendum, i territori alla destra del fiume Tellaro furono ceduti a Modica, eccetto per la contrada San Giacomo, che fu ceduta a Ragusa.

### Contrade
- Arco
- Aguglia
- Astrico
- Baracchino
- Baronazzo
- Baulì
- Belliscala
- Bochini
- Bombello
- Bommiscuro
- Bove Marino
- Bucachemi
- Bufalefi
- Buonivini
- Burgio
- Burlò
- Busulmone
- Cannalisi
- Cappello
- Carciera
- Carpinteri
- Case Cugni
- Case Lanteri
- Cava Secca
- Cipolla
- Coda Lupo
- Commaldo
- Conca d'Oro
- Cozzolino
- Cozzotondo
- Eloro/Pizzuta
- Falconara
- Faldino
- Fattoria San Lorenzo
- Fattoria Torresena
- Ficopala
- Fiumara
- Fondo Morte
- Granieri
- Guardiola
- Lenzavacche
- Madonna Marina
- Mezzogregorio
- Mezzogricoli
- Niura
- Pantano Longarini
- Passo dei Buoi
- Passo Abbate
- Pianette
- Pietà San Giovanello
- Pirainito
- Reitani
- Renna
- Renna Bassa
- Romanello
- Santa Caterina
- San Giovanni Lardìa
- San Lorenzo Vecchio
- San Marco
- San Nicola
- Santa Croce
- Scala
- Sciubbia
- Serra Vento
- Serravetrana
- Spaccazza
- Stallaini
- Tre Fontane
- Vaddeddi
- Volpiglia
- Zisola
- Zupparda

## Economia
Il settore turistico si è recentemente sviluppato: in seguito alla qualifica di Patrimonio mondiale dell'Umanità da parte dell'UNESCO, si sono aperte strutture ricettive e si sono avviati lavori di riqualificazione della città. Il turismo può contare anche sulla vicinanza al mare, sui prodotti tipici, sulla grande tradizione gastronomica.
Il più importante fra i prodotti tipici è senza dubbio il vino. Tracce di viticoltura risalgono al neolitico (circa XV-XIII secolo a.C.) ,ma ben più recentemente Noto era nel XIX secolo la principale zona di produzione di tutta la Sicilia e nel suo territorio fu istituita la Regia Cantina sperimentale.
Dopo un periodo di crisi, negli ultimi anni diverse imprese, anche non siciliane, hanno cominciato a investire, a piantare nuovi vigneti e a vinificare in loco.
L'uva di maggiore importanza è senza dubbio il Nero d'Avola, diffuso in tutta la Sicilia e che nel territorio di Noto ha una delle aree di eccellenza, tra le contrade di Buonivini, Bufalefi, Maccari e Zisola.
Sull'agro di Noto insistono tre DOC per il vino (Eloro, Noto e Moscato di Noto) e una DOP per l'olio (Monte Iblei, zona Valtellaro).
Altro prodotto di grande qualità è la mandorla, detta "Pizzuta d'Avola" poi seguono le varietà Romana e Fascionello che si coltivano in tutto il territorio. Il periodo di raccolta delle mandorle è da luglio ad agosto.
Dal 2012 la Mandorla di Noto è presidio Slow Food.

## Infrastrutture e trasporti

### Strade
Il territorio cittadino è servito da tre strade statali e un'autostrada.
L'autostrada A18 Siracusa-Gela, in esercizio fino a Modica, collega la città al capoluogo di provincia, e alle altre città della provincia di Siracusa e Ragusa, nonché, attraverso l'autostrada Catania-Siracusa, al capoluogo etneo.
La strada statale 115 Sud Occidentale Sicula, che si estende per 383 km da Trapani a Siracusa attraversando le cinque province della costa mediterranea della Sicilia, collega Noto con i comuni limitrofi di Avola, Rosolini, Modica e Ragusa. La strada statale 287 collega Noto al bivio con la Strada statale 124 Siracusana, in contrada Pianette. La strada statale 124 Siracusana collega i comuni di Siracusa, Floridia, Solarino, Palazzolo Acreide, Buscemi e Buccheri e giunge a San Michele di Ganzaria (Catania). Attraversa quindi in direzione ovest-est la porzione sud-orientale della Sicilia.
Inoltre, il territorio di Noto è attraversato da alcune strade provinciali:
- la strada provinciale 19 Noto-Pachino collega Noto alla limitrofa Pachino, ma anche alle località turistiche di Marzamemi e San Lorenzo, e alla Riserva naturale orientata Oasi Faunistica di Vendicari e alla Villa Romana del Tellaro.
- la strada provinciale 24 Noto-Palazzolo, collega Noto a Palazzolo Acreide passando per le contrade di Testa dell'Acqua, Rigolizia e Santa Lucia del Mendola.
- la strada provinciale 18 Giarratana-Noto, collega il comune di Giarratana a Noto passando per le frazioni di San Giacomo Torresano, Frigintini, Gianforma (un tempo appartenenti al territorio di Noto), e Castelluccio.

### Ferrovie

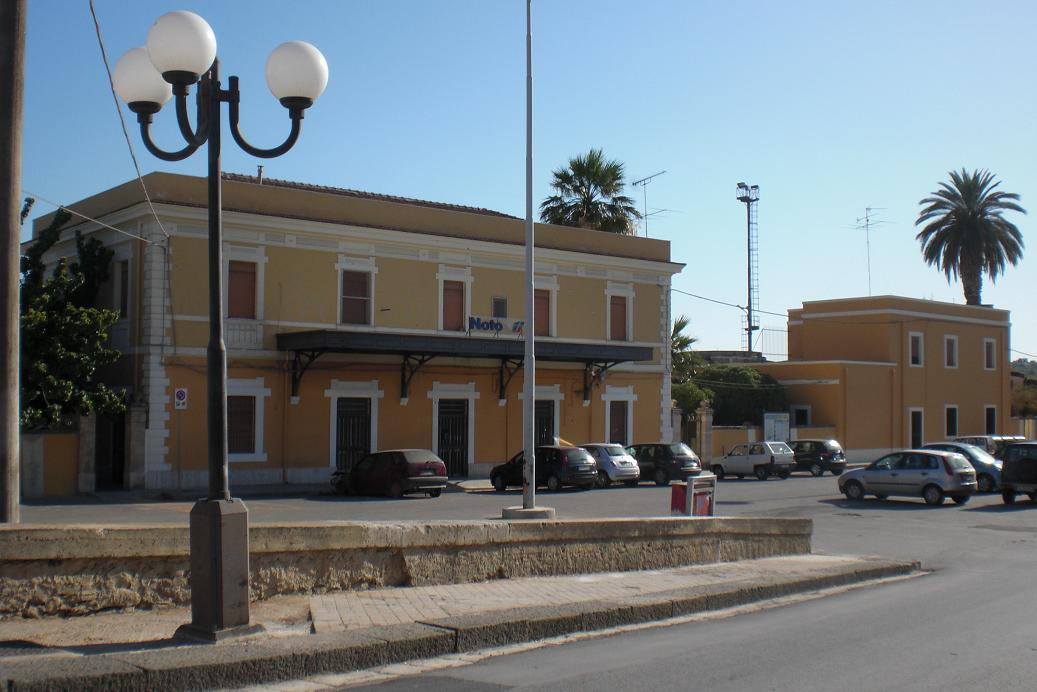
La stazione di Noto

La Ferrovia Siracusa-Gela-Canicattì attraversa l'intero territorio di Noto, la cui stazione è situata al km 344,418, nella parte bassa della città. L'offerta di treni viaggiatori prevede sette coppie treni da, e per Siracusa. Un tempo erano inoltre attive le tratte ferroviarie Noto-Pachino, e Noto-Marina di Noto.

### Autolinee
Azienda siciliana trasporti gestisce l'autolinea Catania - Noto, con transito dall'aeroporto di Catania e da Avola. Il percorso dura un'ora e quaranta minuti e sono previste cinque coppie di corse al giorno.
Autoservizi Salemi in collaborazione con SAIS Autolinee offre il collegamento con Catania, Messina, Cosenza, Napoli e Roma (due coppie di corse al giorno).

## Amministrazione
Di seguito è presentata una tabella relativa alle amministrazioni che si sono succedute in questo comune.
| Periodo          | Periodo          | Primo cittadino    | Partito              | Carica              | Note   |
| ---------------- | ---------------- | ------------------ | -------------------- | ------------------- | ------ |
| 17 luglio 1989   | 11 ottobre 1990  | Giovanni Falconeri | Democrazia Cristiana | Sindaco             | [ 59 ] |
| 1º novembre 1990 | 22 febbraio 1992 | Benedetto Figura   | Democrazia Cristiana | Sindaco             | [ 59 ] |
| 21 novembre 1992 | 21 giugno 1993   | Antonio Pennisi    |                      | Comm. straordinario | [ 59 ] |
| 13 giugno 1994   | 1º dicembre 1997 | Raffaele Leone     | centro-destra        | Sindaco             | [ 59 ] |
| 1º dicembre 1997 | 28 maggio 2002   | Raffaele Leone     | centro-sinistra      | Sindaco             | [ 59 ] |
| 28 maggio 2002   | 10 marzo 2006    | Michele Accardo    | centro-destra        | Sindaco             | [ 59 ] |
| 27 giugno 2006   | 13 giugno 2011   | Corrado Valvo      | centro-destra        | Sindaco             | [ 59 ] |
| 13 giugno 2011   | 6 giugno 2016    | Corrado Bonfanti   | lista civica         | Sindaco             | [ 59 ] |
| 6 giugno 2016    | 11 ottobre 2021  | Corrado Bonfanti   | lista civica         | Sindaco             | [ 59 ] |
| 11 ottobre 2021  | in carica        | Corrado Figura     | lista civica         | Sindaco             | [ 59 ] |

### Ulteriori informazioni amministrative
- Il comune appartiene alla regione agraria n. 3 - Colline Orientali di Noto.
- Fa parte dell'Associazione Nazionale Città del Vino.
- È sede del consorzio di comuni "Comprensorio Eloro", facendone parte insieme ai confinanti Avola, Pachino, Portopalo di Capo Passero e Rosolini.

### Gemellaggi
- Pompei, dal 2011

(Motivazione del gemellaggio, 8 ottobre 2011)

## Sport
Ha sede nel comune la società di calcio U.S.D. Noto Calcio, fondata nel 1963 raggiunse il suo culmine con il campionato nazionale di serie D
La compagine di calcio Rinascita Netina 2008, ha disputato campionati dilettantistici regionali.
La società di calcio Unione Sportiva Notinese fondata nel 1946, non più attiva, ha disputato un campionato di Serie C nella stagione 1947-1948.
ADS Zuleima Basket Noto fondata nell'ottobre 2008 si occupa di diffondere la cultura cestistica tra i bambini dai 3 agli 11 anni, di Baskin (basket inclusivo) e partecipa al campionato AICS con la Prima Squadra.

### Impianti sportivi
- Stadio Comunale con annesso velodromo "Paolo Pilone", è dedicato alle vittime dell'Heysel. L'impianto sportivo risale alla prima metà del Novecento, e comprende, oltre a un campo di calcio, un velodromo, un pallone tensostatico e una palestra.
- Centro Polisportivo "Peppino Rizza", inaugurato nel 2010 con il nome di Centro Polisportivo "Giovanni Palatucci"; è stato intitolato nel 2020 al giovane sportivo netino Giuseppe Rizza, prematuramente scomparso. Il centro polisportivo dispone di due campi da calcio una piscina, campi da tennis, basket e pallavolo e palestre.
- Crossodromo "Gino Meli", vi si disputano gare di moto-cross a livello regionale e nazionale.